# Appartements d'été d'Anne d'Autriche
Les appartements d'été d'Anne d'Autriche sont les appartements de la reine mère Anne d'Autriche, mère du roi de France, Louis XIV.
Ils se situent dans le palais du Louvre à Paris, en France, plus particulièrement au rez-de-chaussée de la partie est de l'aile Denon, du nord au sud, de la rotonde de Mars à la façade du Louvre sur la Seine.

## Historique
En 1655, Louis XIV qui n'a encore que 17 ans, ordonne à son architecte Louis Le Vau, l'aménagement d'appartements d’été pour sa mère, Anne d'Autriche, qui se plaint d'avoir trop chaud dans ses salons d'hiver, orientés plein sud.
Au XVIIIe siècle, après l'installation du roi au  château de Versailles, ces appartements étaient les seules pièces du palais du Louvre ouvertes au public.
En 1798-1800, l'architecte Jean-Arnaud Raymond aménage les appartements afin d'exposer des sculptures antiques italiennes ramenées par Napoléon Ier. Dans le même temps, la pièce principale et le petit bureau sont réunis en une seule pièce. C'est la création de la galerie des Antiques.
La collection de peintures et de sculptures s'agrandit en 1801, puis en 1828 et 1866.
Ces appartements ont fait l'objet d'une restauration approfondie de l'automne 2022 au printemps 2024. Ils ont rouvert avec l'exposition temporaire des chefs-d'œuvre de la collection Torlonia (26/6-11/11/2024).

## Architecture et style
Ces appartements sont un chef-d'œuvre du classicisme français du XVIIe siècle créé par l'architecte Louis Le Vau. Ils présentent la distribution classique en enfilade des appartements princiers de l’époque et un système de progression en majesté où la chambre est en quelque sorte le point culminant du parcours.

## Œuvres d'art et décors
Les fresques et décors sont dus au peintre italien Giovanni Francesco Romanelli, et aux sculpteurs Michel Anguier et Pietro Sasso.
Dans son été actuel, les décors sont de trois époques différentes : le décor du plafond date du XVIIe siècle, le sol en marbre polychrome du Second Empire, et les murs en stuc rouge remontent aux années 1930.

## Salles
Les appartements d'été d'Anne d'Autriche se composent de : 
- Rotonde de Mars
- Grand Salon
- Salon des Saisons
- Salon de la Paix
- Grand Cabinet de la Reine
- Chambre de parade de la Reine (ou salon d'apparat)

### Rotonde de Mars (salle 408)
La conception de la Rotonde de Mars et du Grand Salon a été réalisée par Charles Errard, avec l'aide des Frères Marcy et Thibaud Poissant.
La rotonde ne sert pas de salle pour l'exposition de collections du Louvre, à l'exception de la décoration de la salle elle-même - mosaïques de marbre au sol, bas-reliefs dorés et peintures au plafond.

Rotonde de Mars
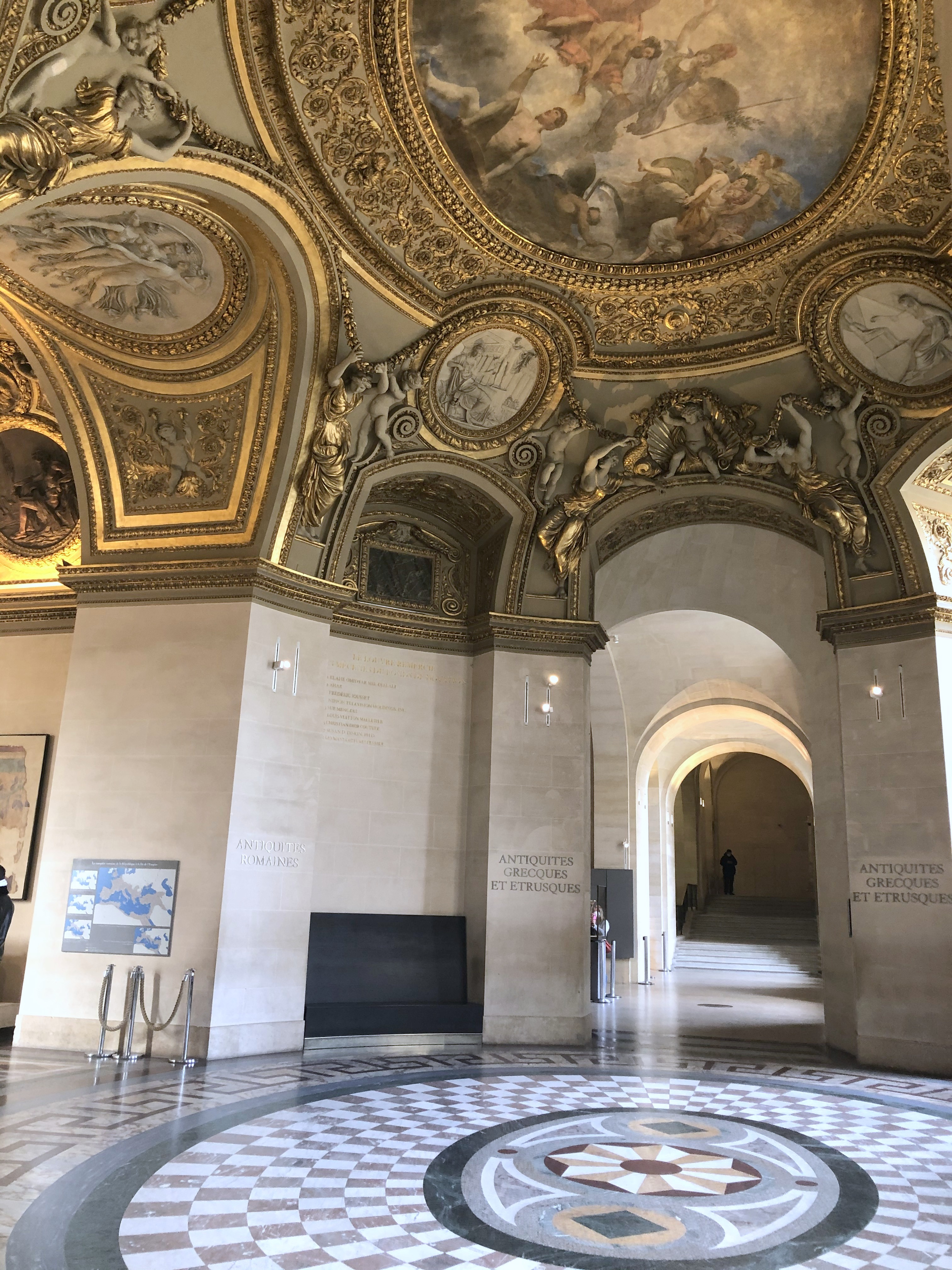
Vue générale de la Rotonde de Mars.
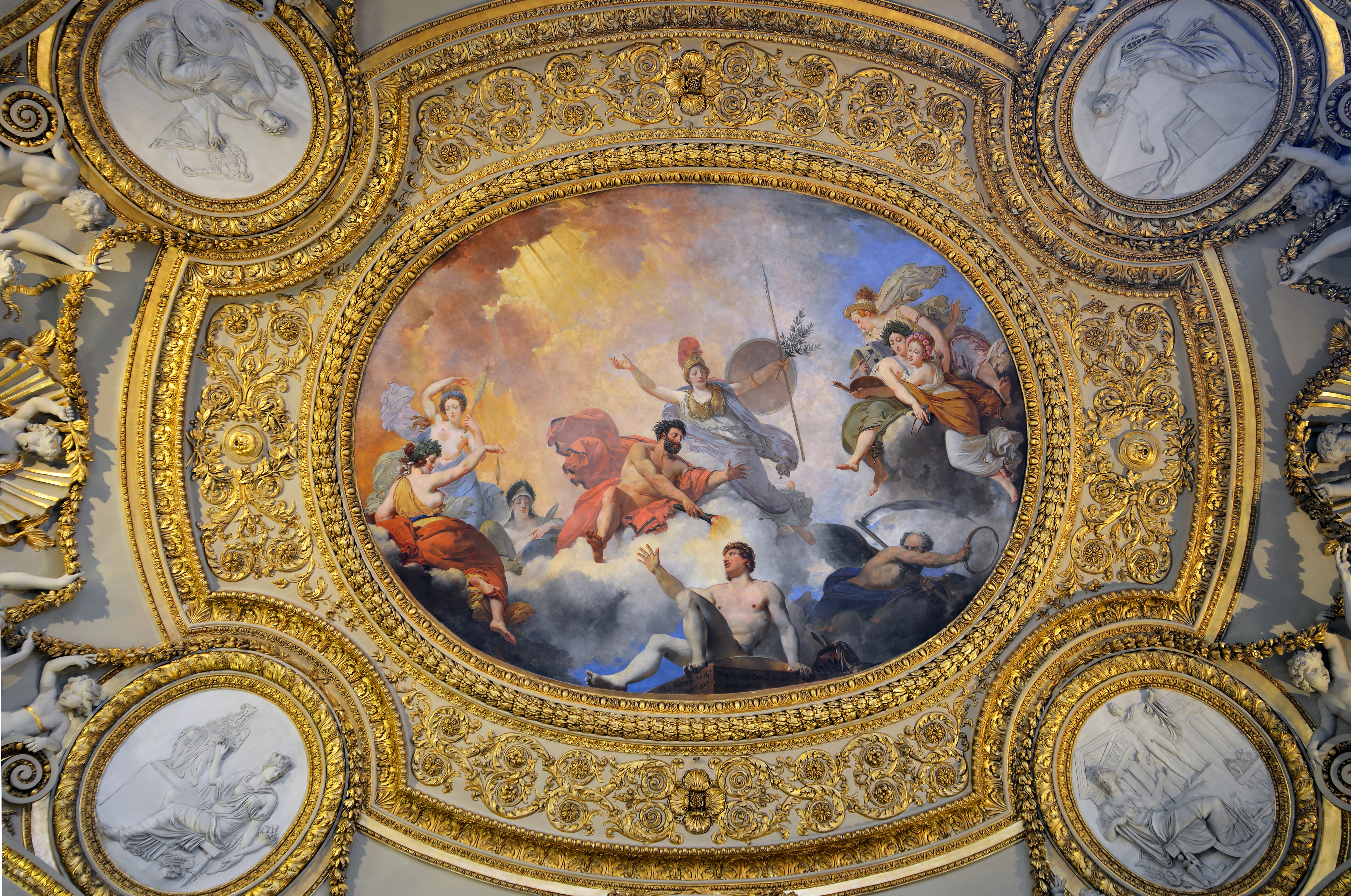
L'Homme créé par Prométhée et animé par Minerve.

### Grand salon (salle 409)
Parfois appelé vestibule. En 1654, les frères Marcy exécutent des stucs d'après les dessins de Charles Herrard : six figures féminines et six allégories. En 1801, 4 médaillons avec rivières leur sont ajoutés :
- Nil : Pierre-Charles Bridan
- Tibre : Blaise Barthélémy
- Éridan (mythologie) : Edme-François-Étienne Gois
- Rhin : Jacques-Philippe Le Sueur

La partie centrale du plafond est achevée qu'en 1803, lorsque Charles Meynier y place son tableau La Terre reçoit des mains des empereurs Hadrien et Justinien le Code des lois romaines.
En 1866, Hector-Martin Lefuel reconstruit le périmètre de la salle, remplaçant deux compositions de Meynier et un relief de Rolland par cinq peintures avec des allégories de François Victor Éloi Biennourry :
- Sculpture romaine
- Sculpture grecque
- Sculpture française
- Enseignement
- La Science

Grand Salon d'Anne d'Autriche
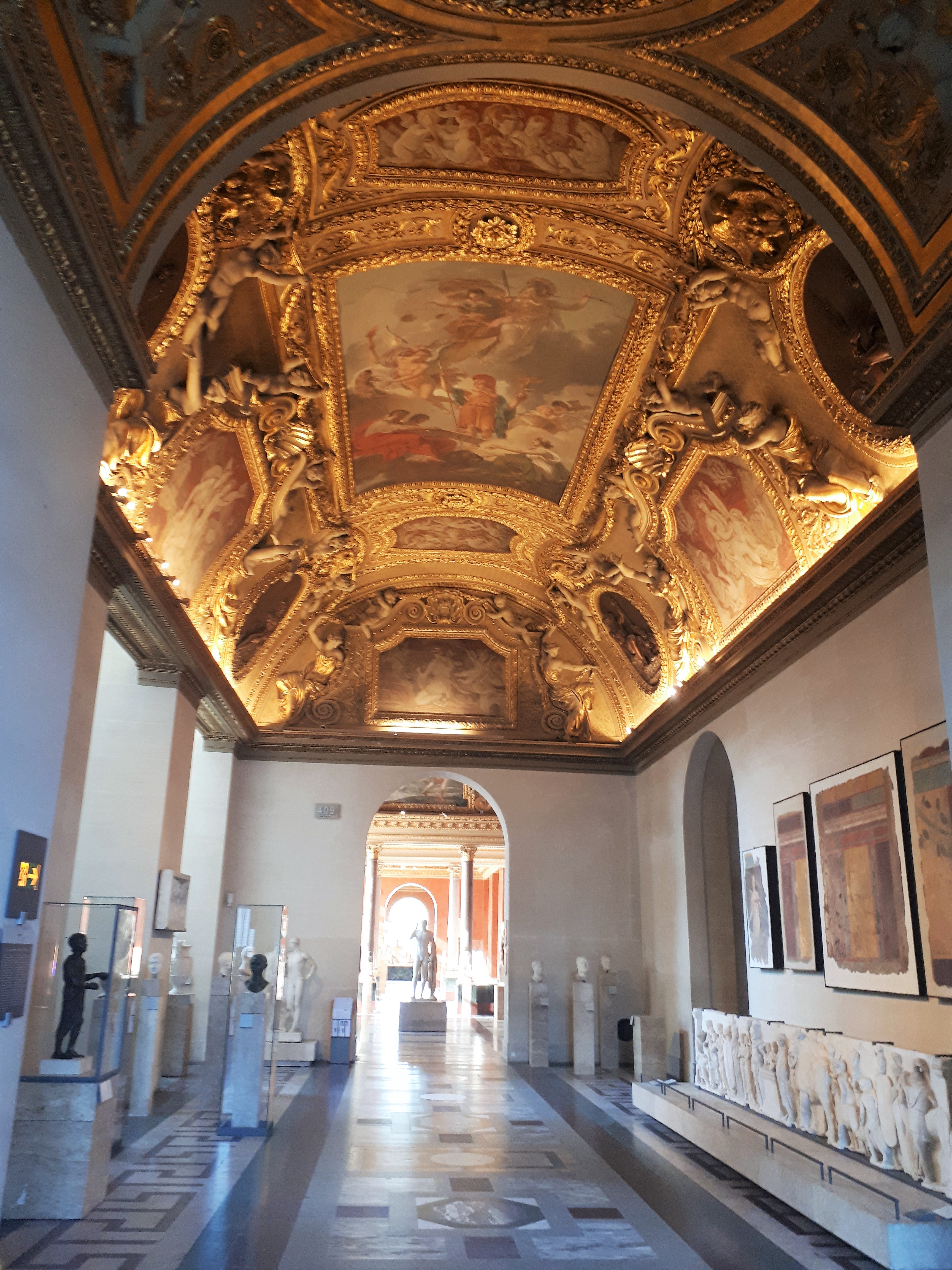
Vue générale du Grand Salon.
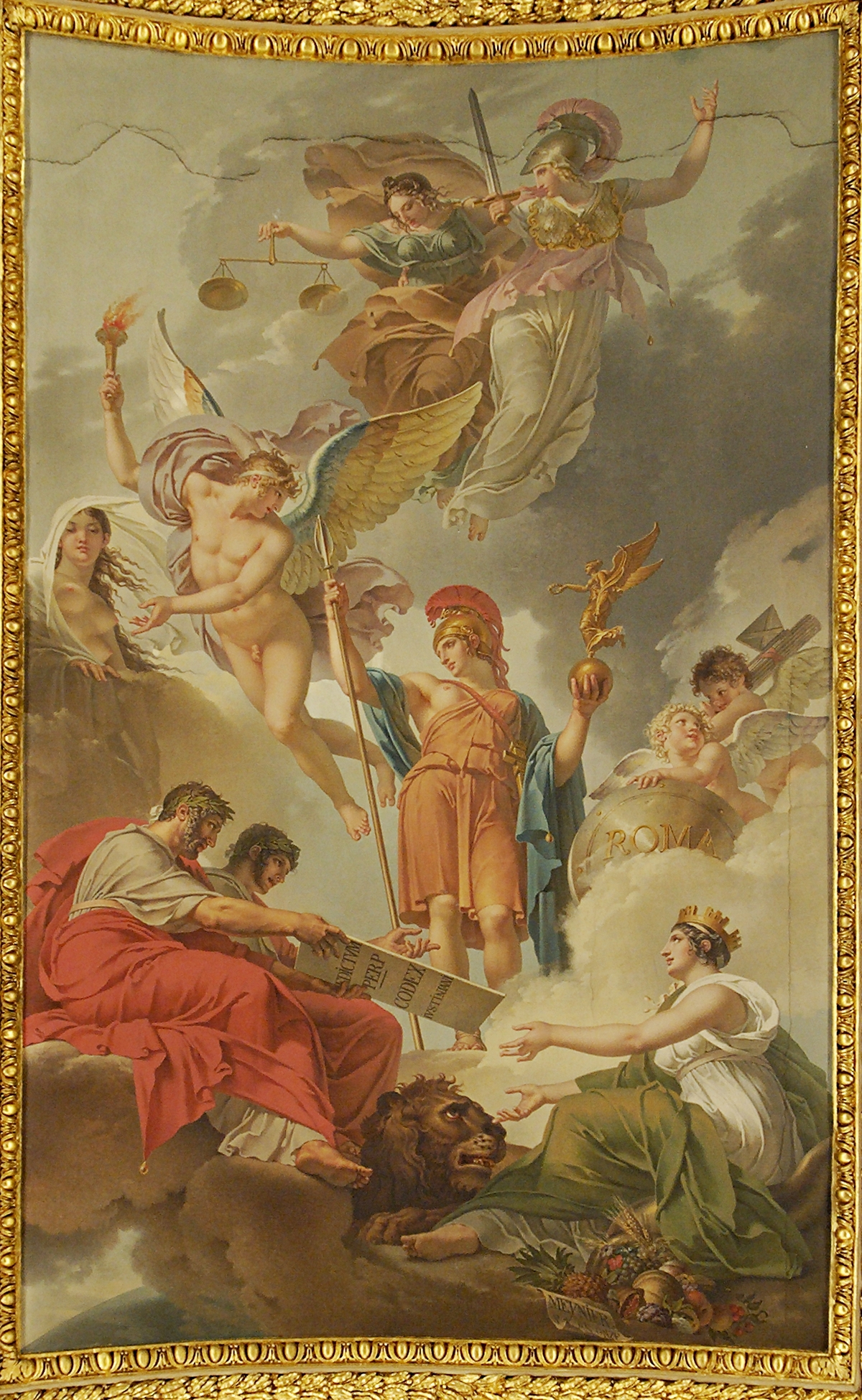
Peinture du plafond de la salle.
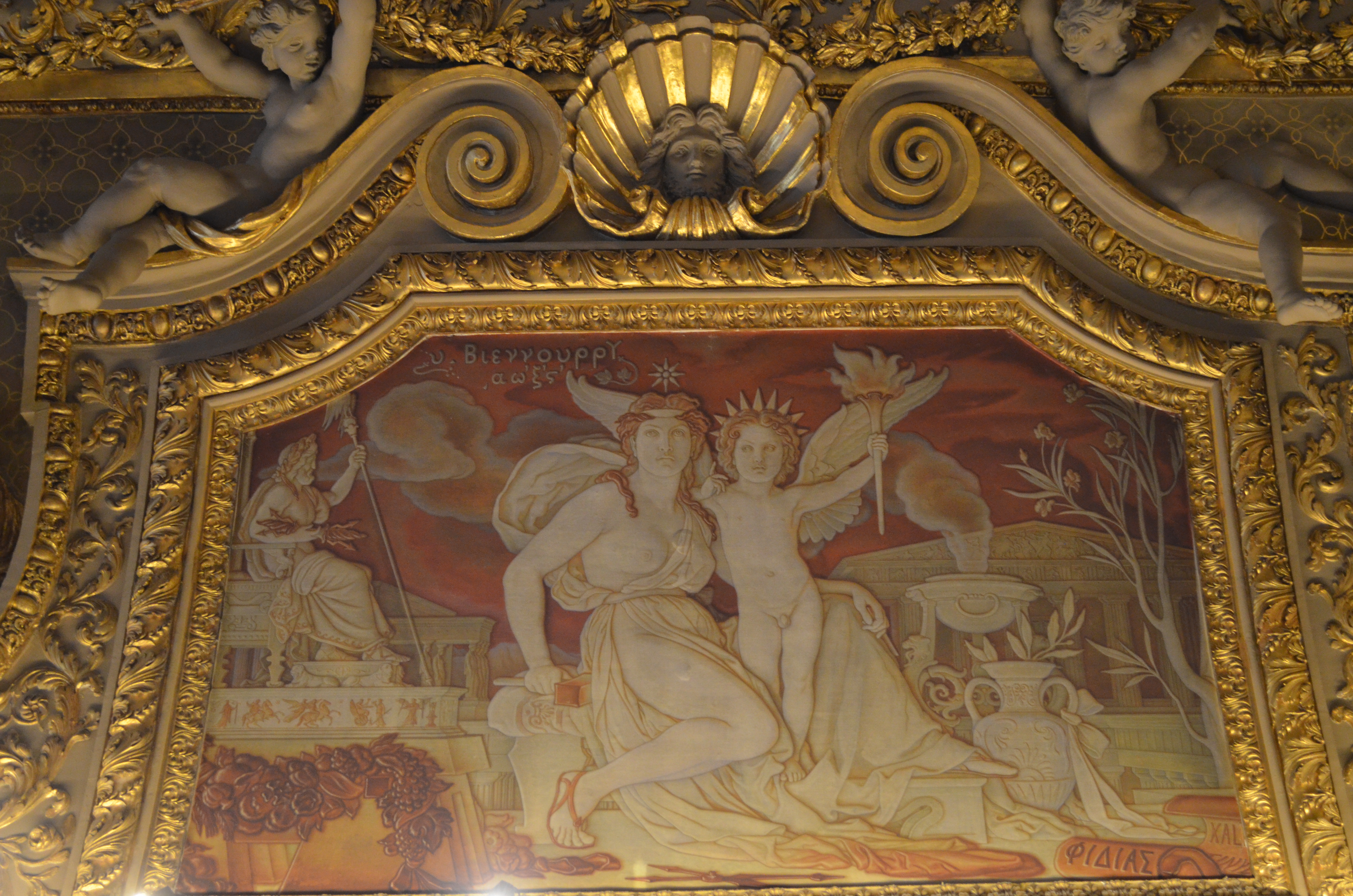
Peinture Architecture grecque dédicacée en lettres grecques.
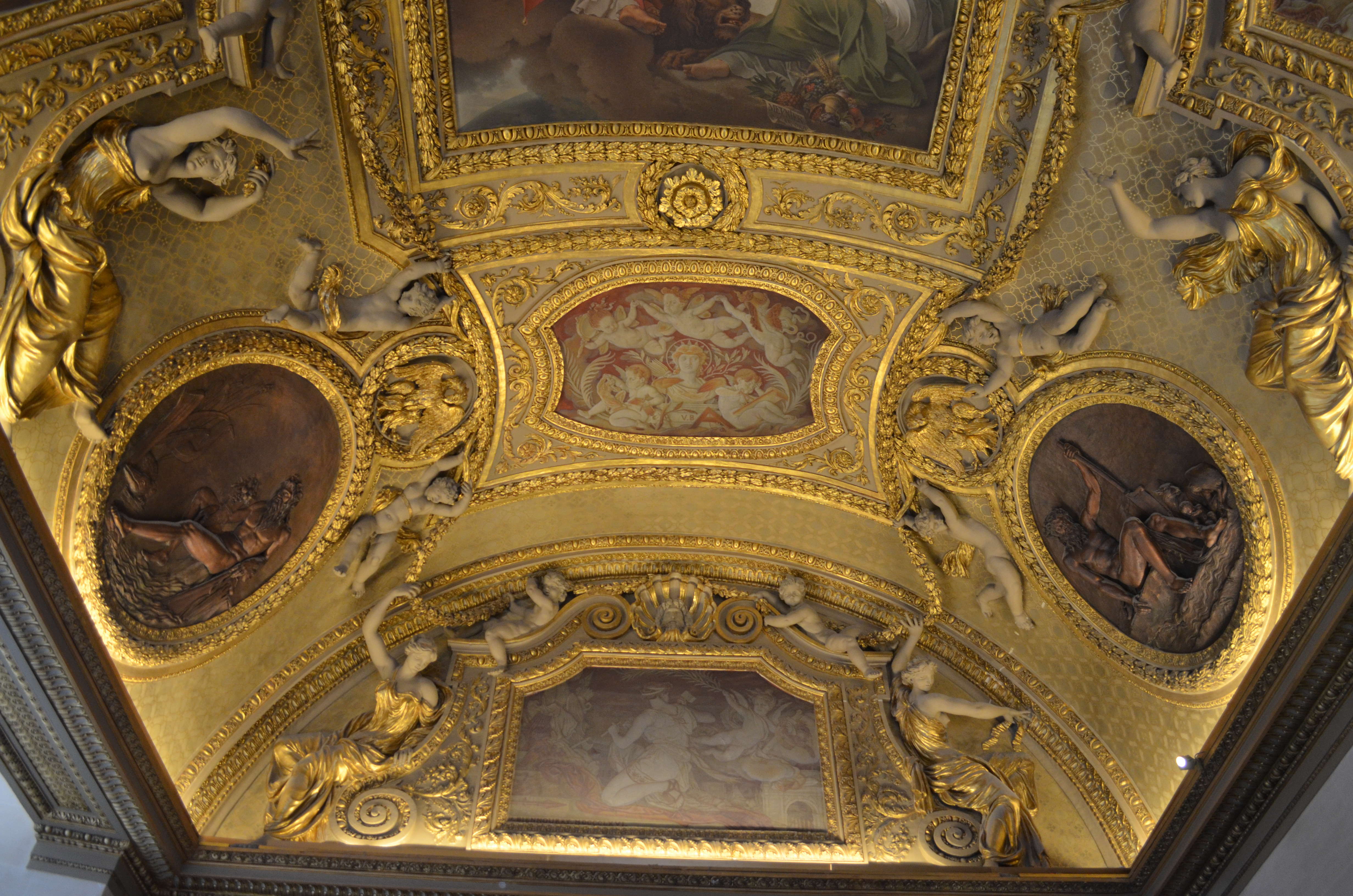
Plafond du hall avec médaillons du Nil et du Tibre.

Dans ce Grand Salon sont exposées les collections du Louvre correspondant à l'époque de la République : IIe et Ier siècles av. J.-C. :

Collections du Louvre : L'Âge de la République
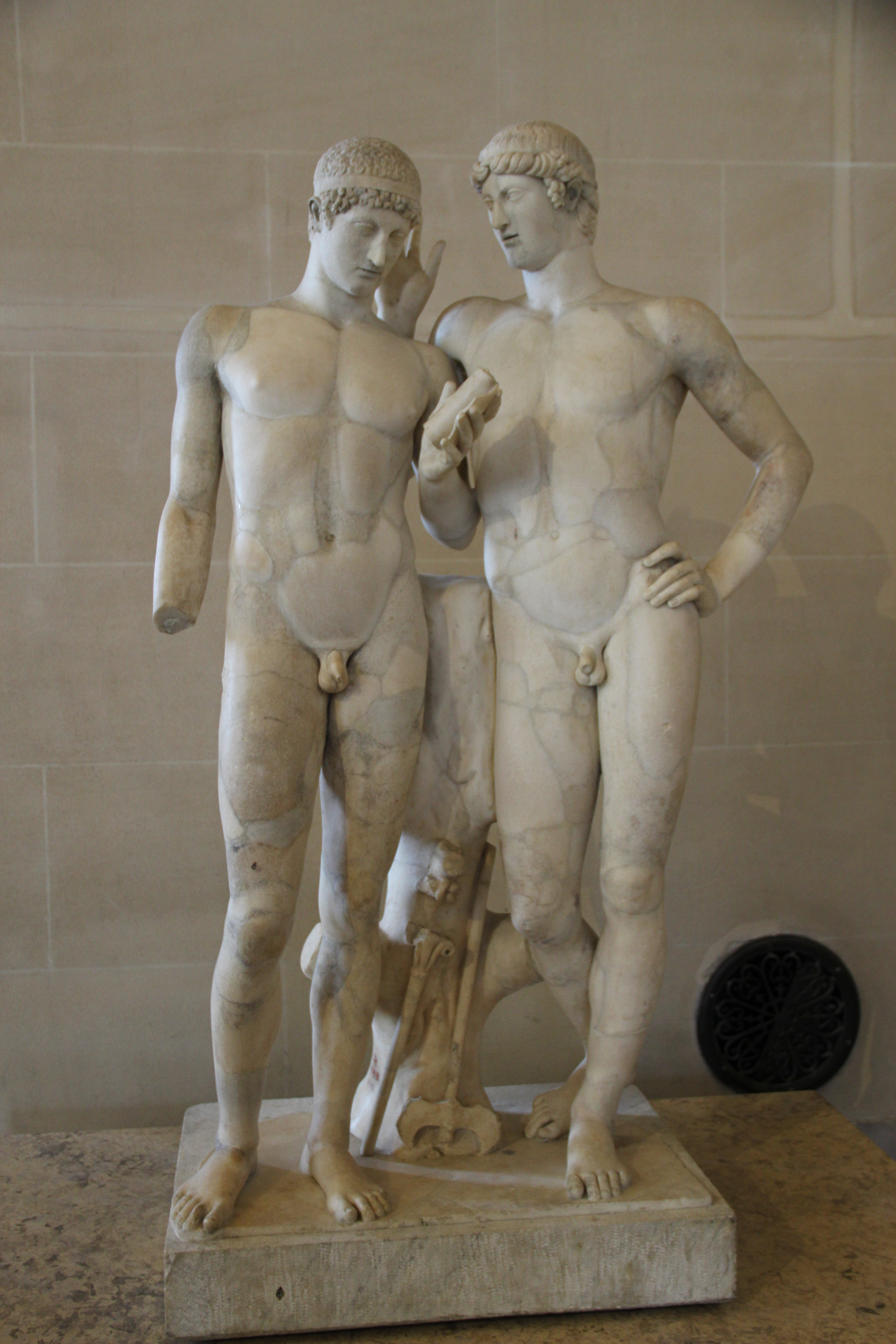
Oreste et Pylade.
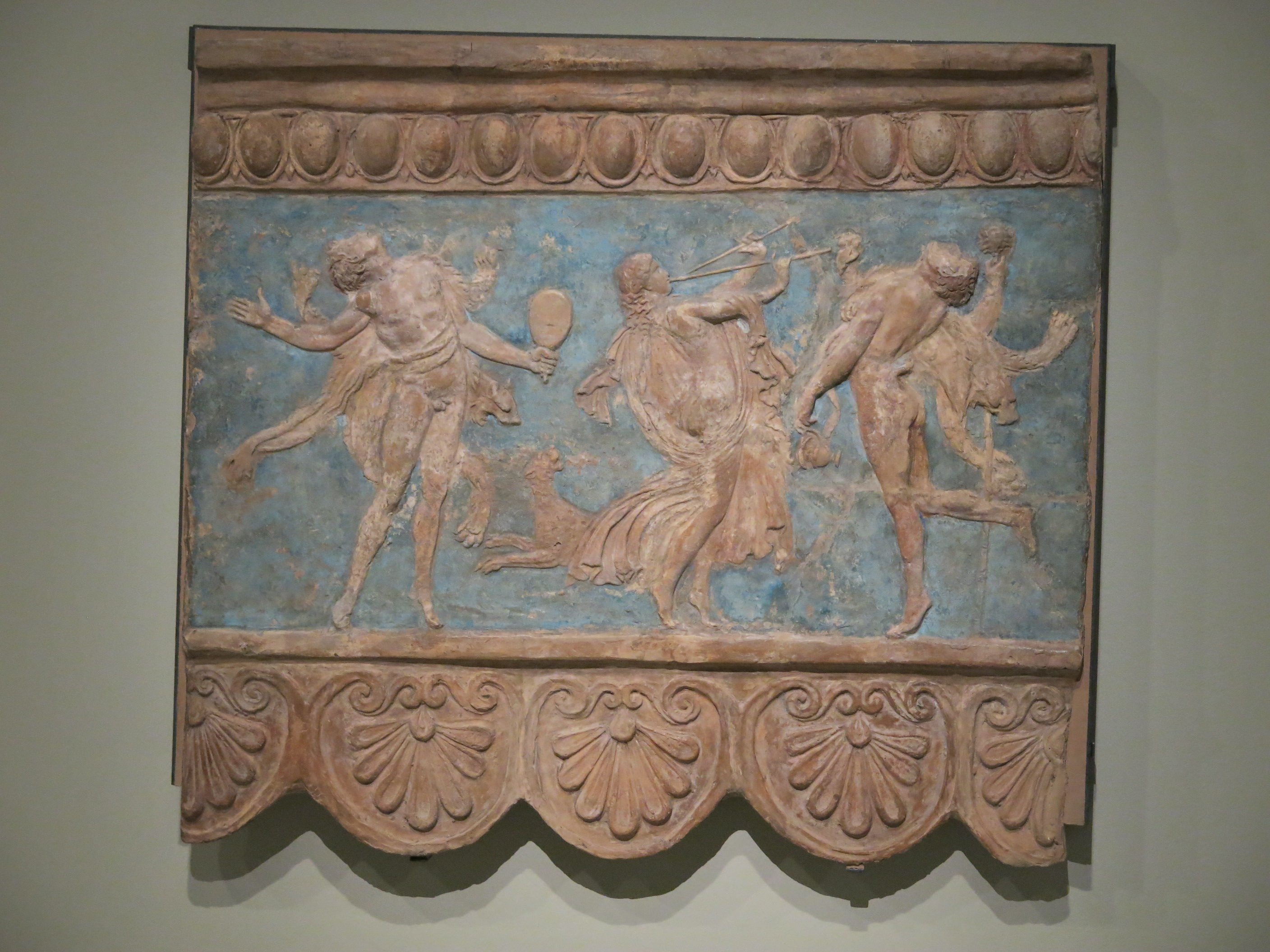
Relief de Campana avec cortège bacchique.
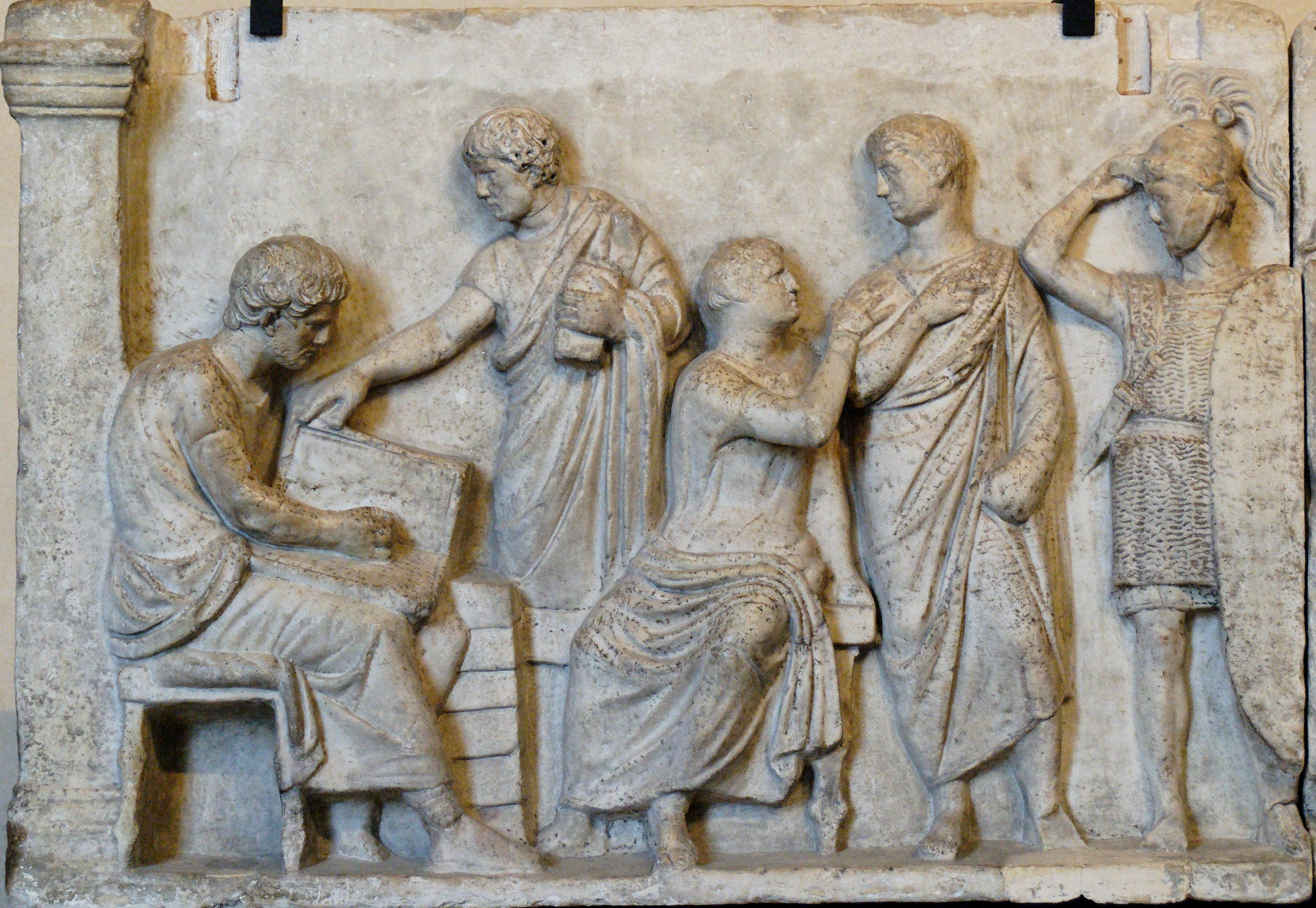
Fragment d'un bas-relief représentant un recensement.
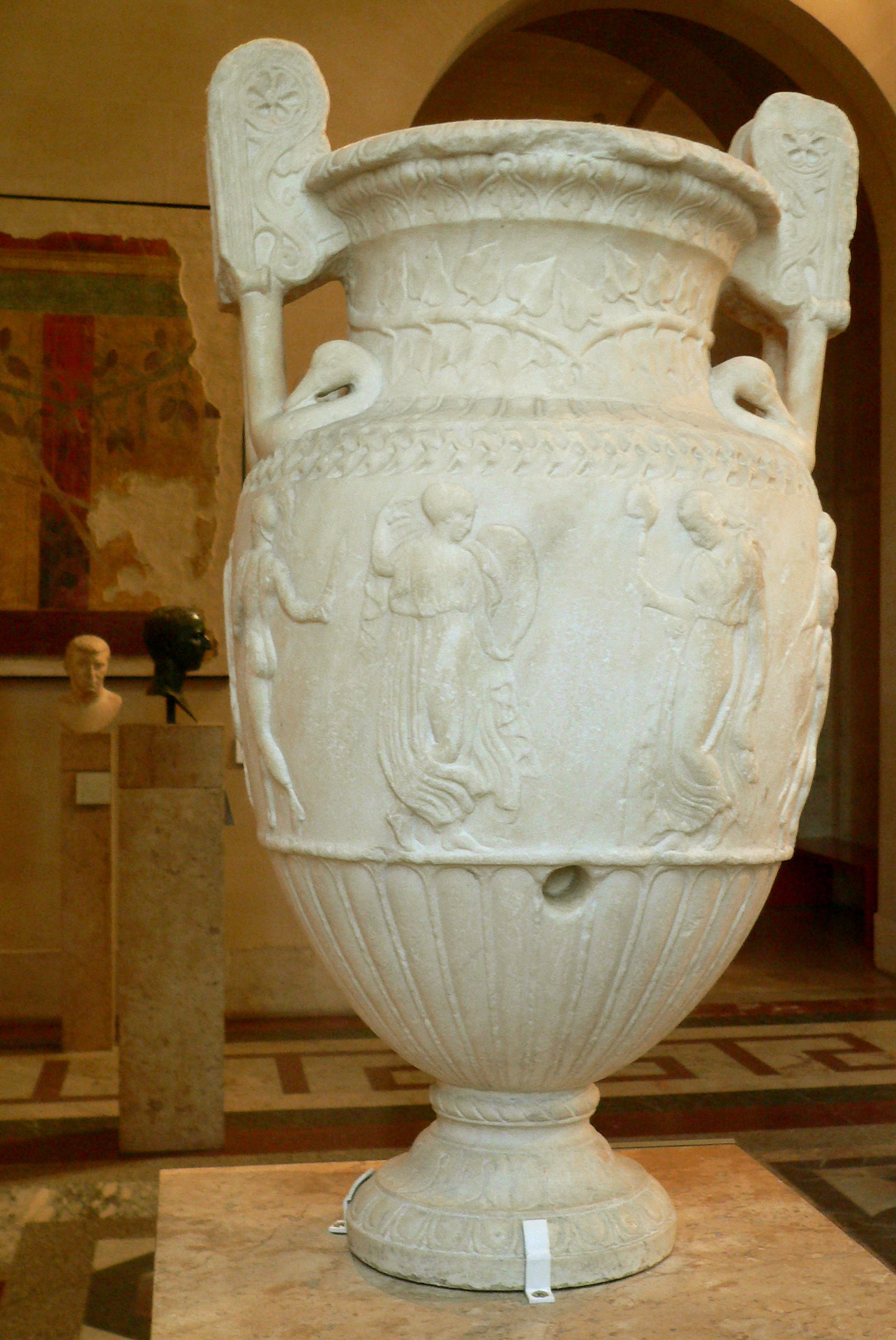
Vase de Sosibios.

### Salon des Saisons (salle 410)
Le plafond de cette pièce, ancien couloir des appartements d'Anne d'Autriche, a été décoré en 1655-1658 par Louis Le Vau sur le thème de la le passage du temps et des saisons. Les peintures sont de Giovanni Francesco Romanelli, les stucs sont de Michel Anguier. Au centre du plafond se trouve une image du dieu Apollon (symbole du Soleil) et de la déesse Diane (symbole de la Lune). Ils sont assis sur un trône au milieu des nuages. Quatre tableaux représentant des épisodes de la vie des dieux descendent le long des quatre murs de la voûte. Des allégories des saisons situées dans les écoinçons complètent ces peintures. Les atlantes supportant le plafond correspondent également aux saisons représentées à proximité : l'atlas du printemps est entrelacé de lierre, la tête de l'atlas d'hiver est recouverte d'une coiffe, etc.
Quatre médaillons représentent les dieux des quatre éléments : Vulcain (feu), Neptune (eau), Cybèle (terre) et Junon (air). Sur la voûte, des bas-reliefs représentent des allégories du temps (cadran, sablier) et de l'année (signes du zodiaque). Ce thème - qui donne son nom à la salle - sera développé quelques années plus tard par Charles Le Brun dans la conception de la Galerie d'Apollon.

Salon des Saisons d'Anne d'Autriche
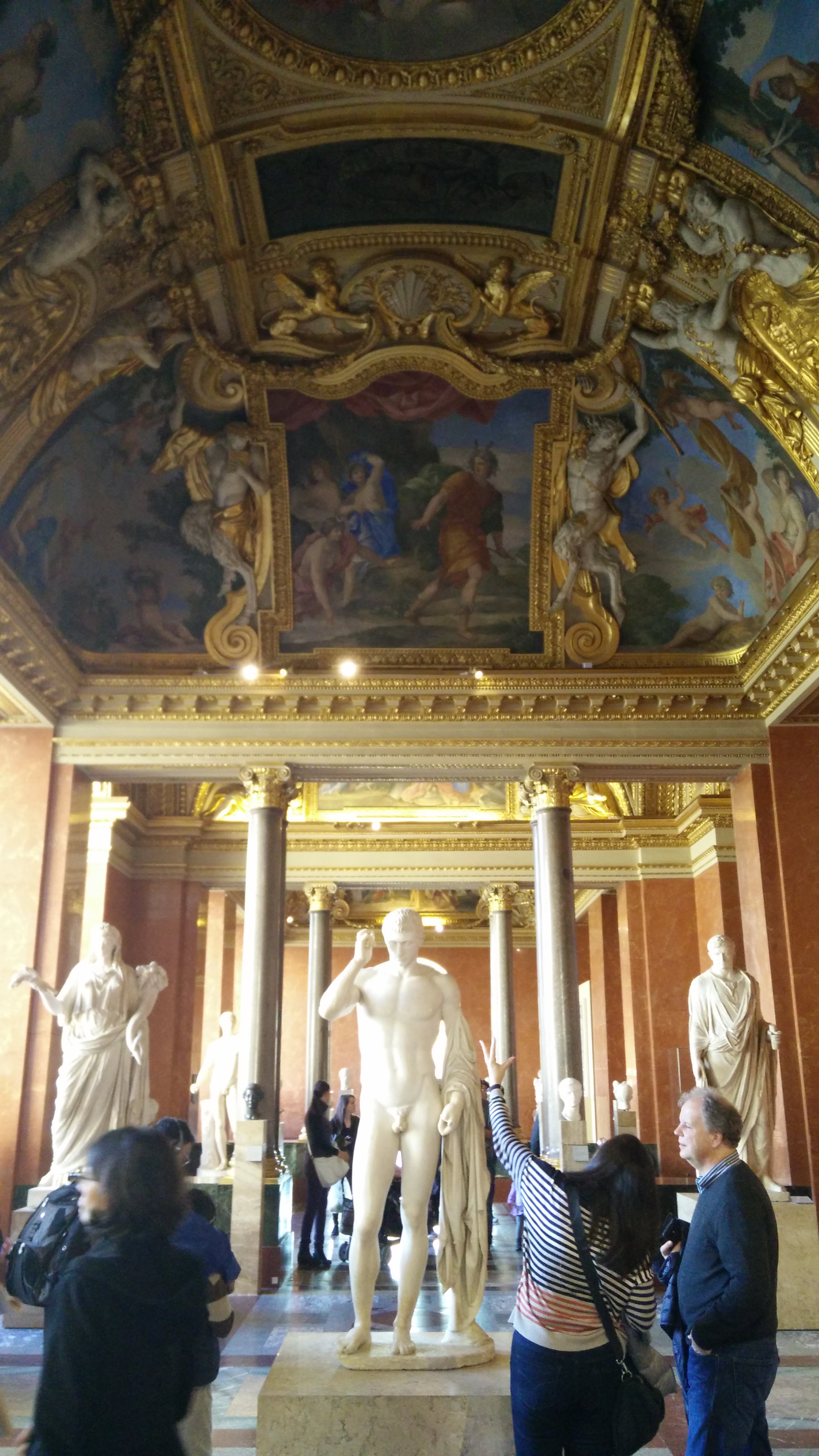
Vue générale du salon des Saisons
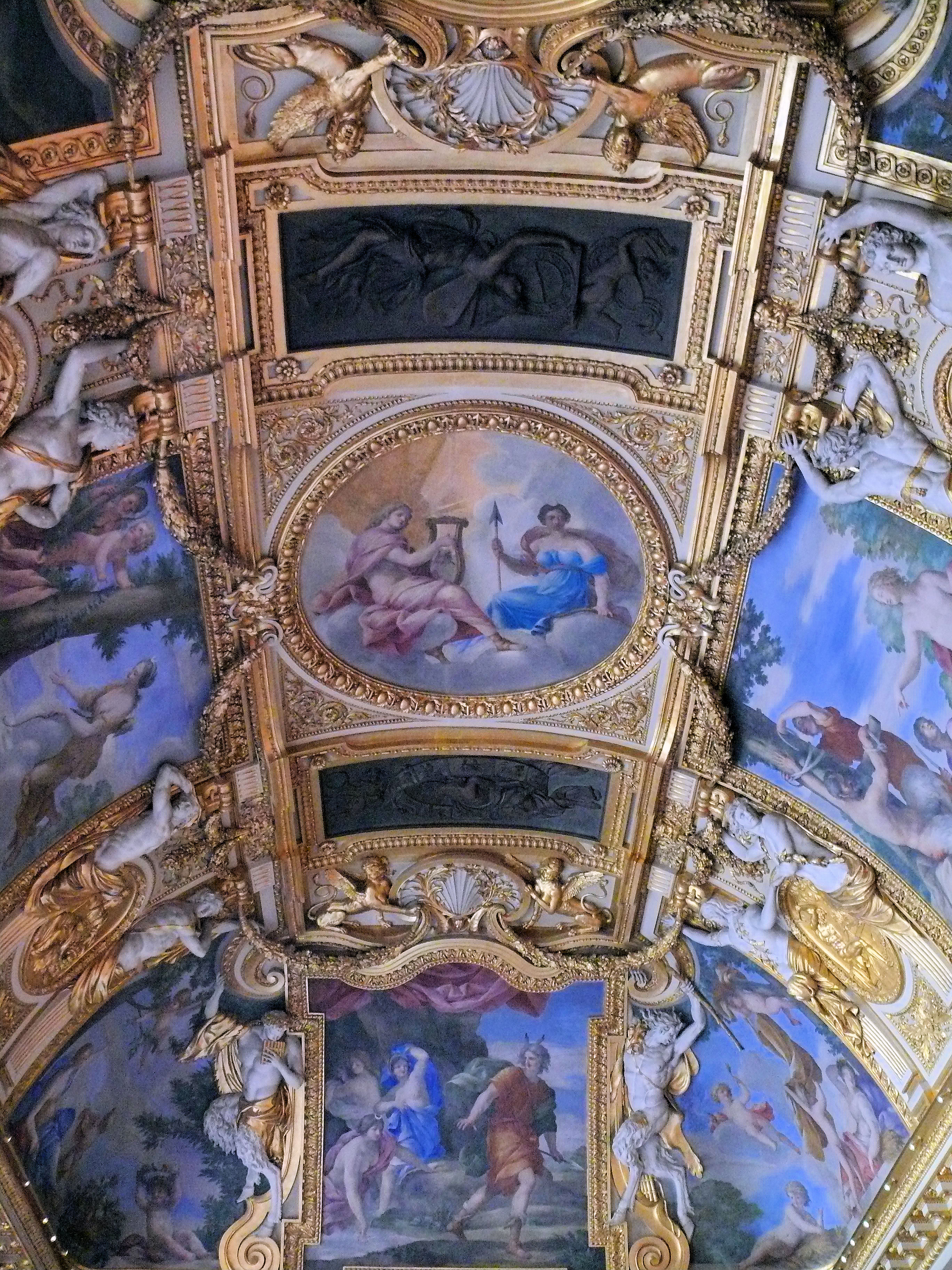
Peinture de Romanelli au plafond de la salle
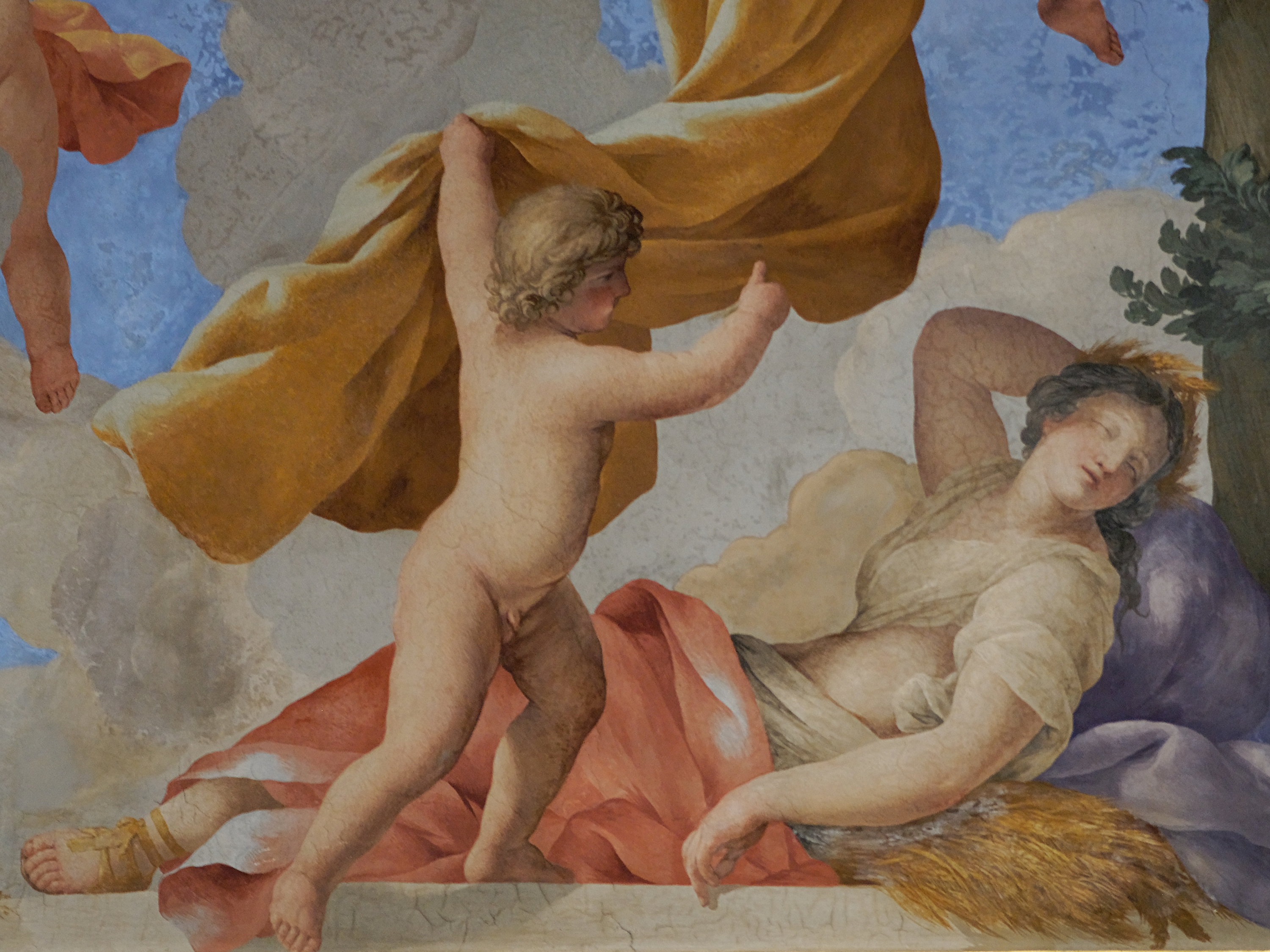
Allégorie de l'été par Romanelli
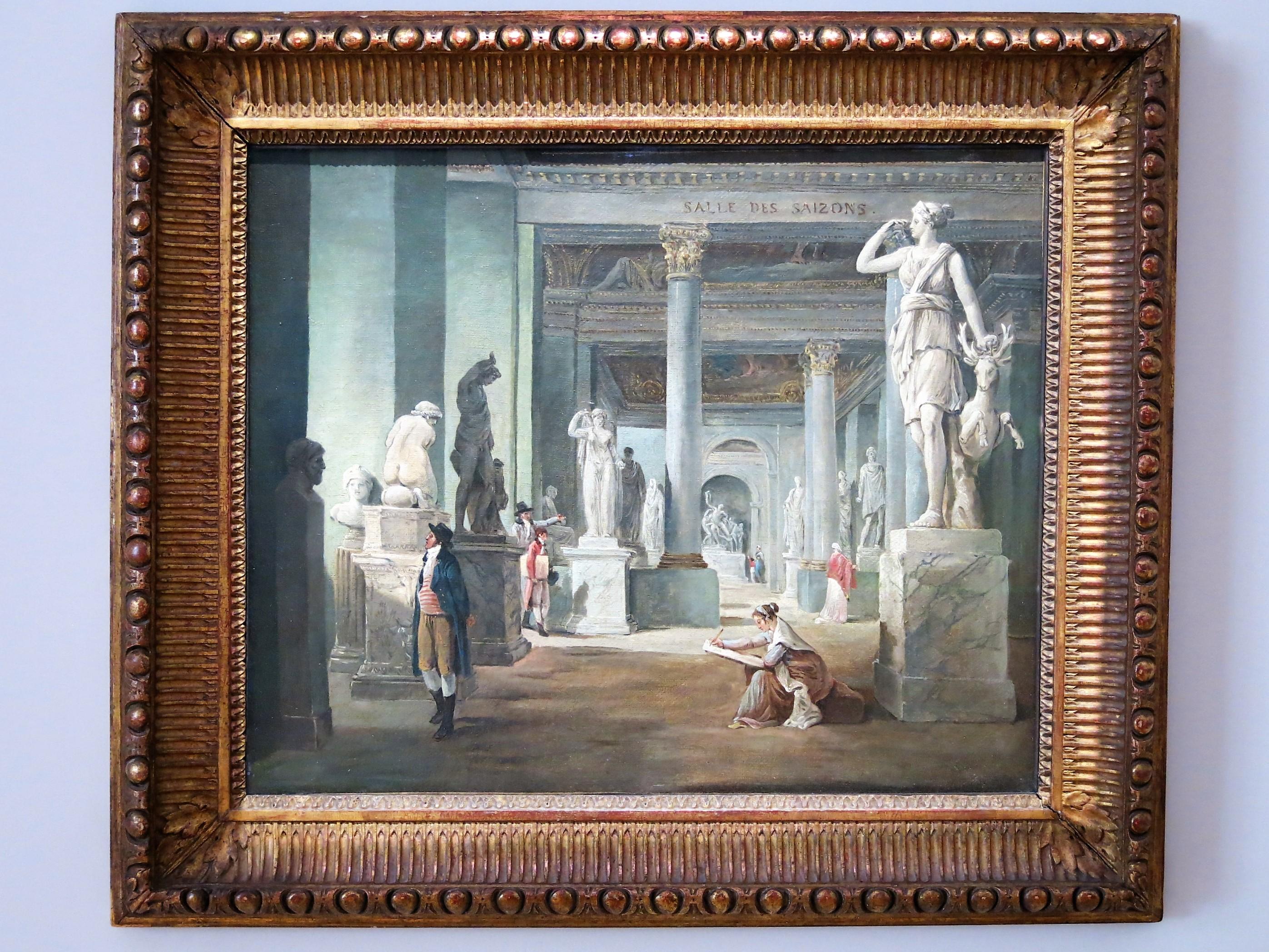
Peinture d'Hubert Robert avec le salon des Saisons vers 1802-1803)
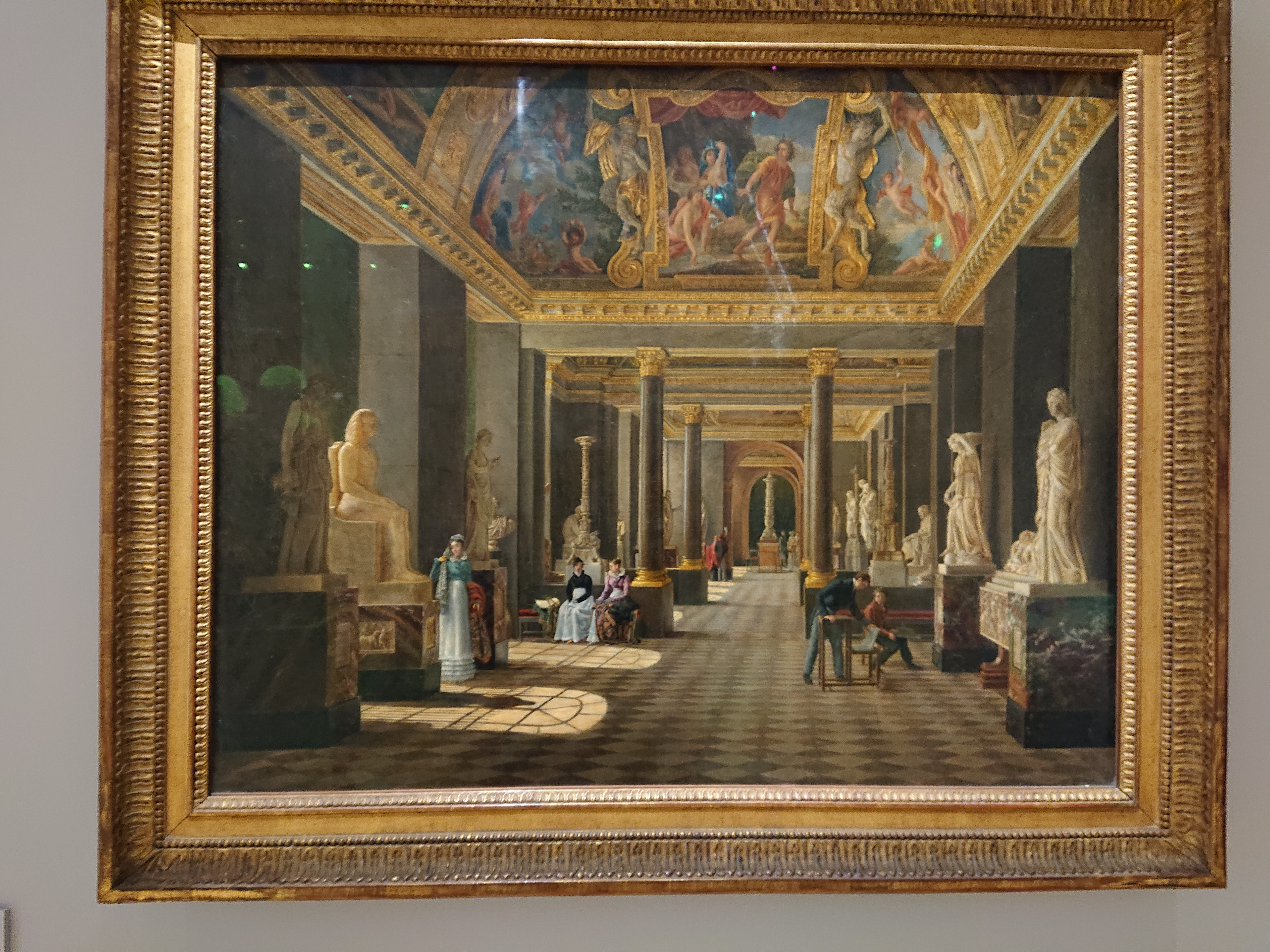
Peinture d'un artiste inconnu avec le Salon des Saisons vers 1820

Dans ce Salon des Saisons sont exposées les collections du Louvre correspondant au début du règne de la dynastie julio-claudienne : 27 avant JC - 14 après JC.

Collections du Louvre : Les premiers Julio-claudiens
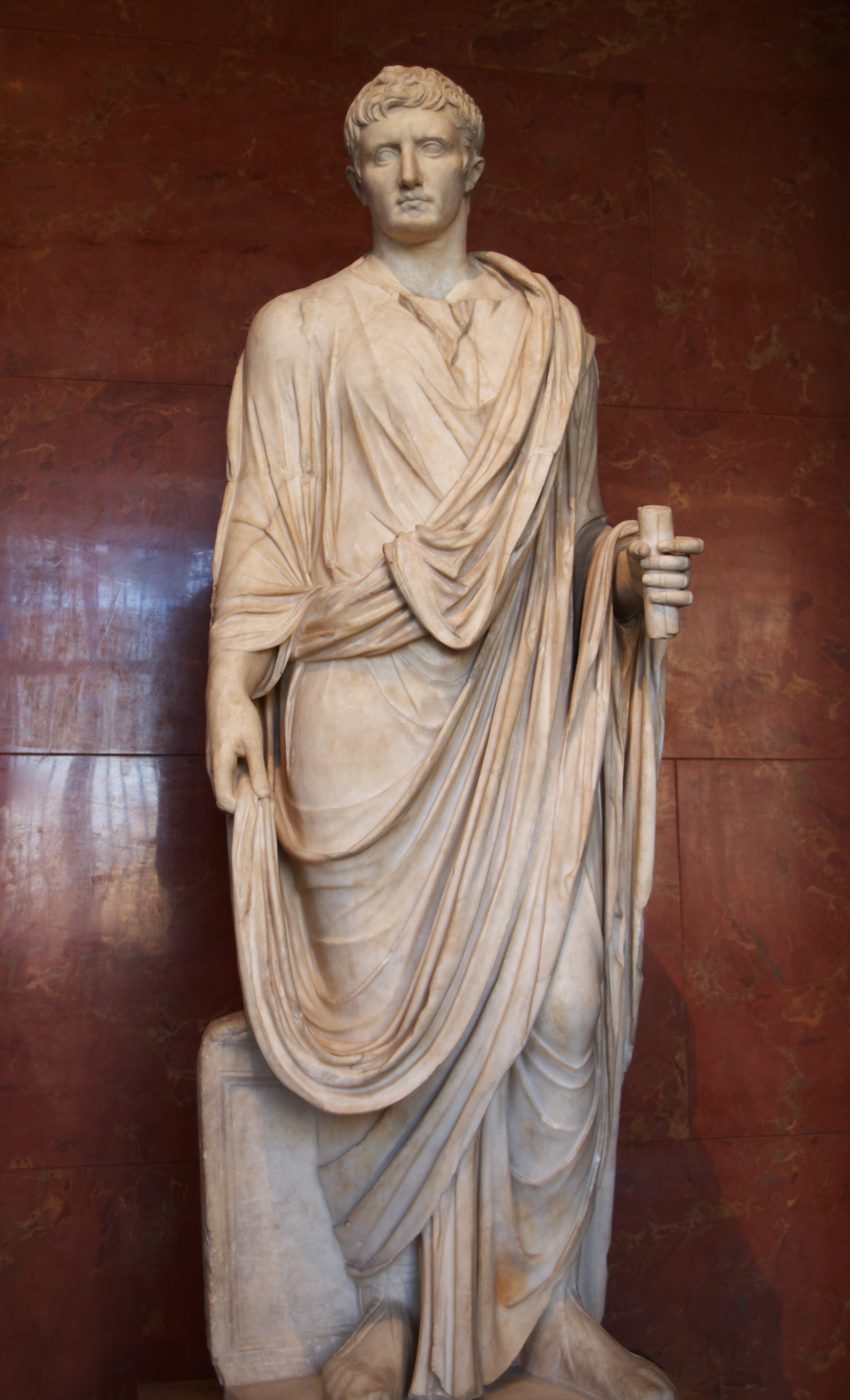
Statue de l'empereur Auguste
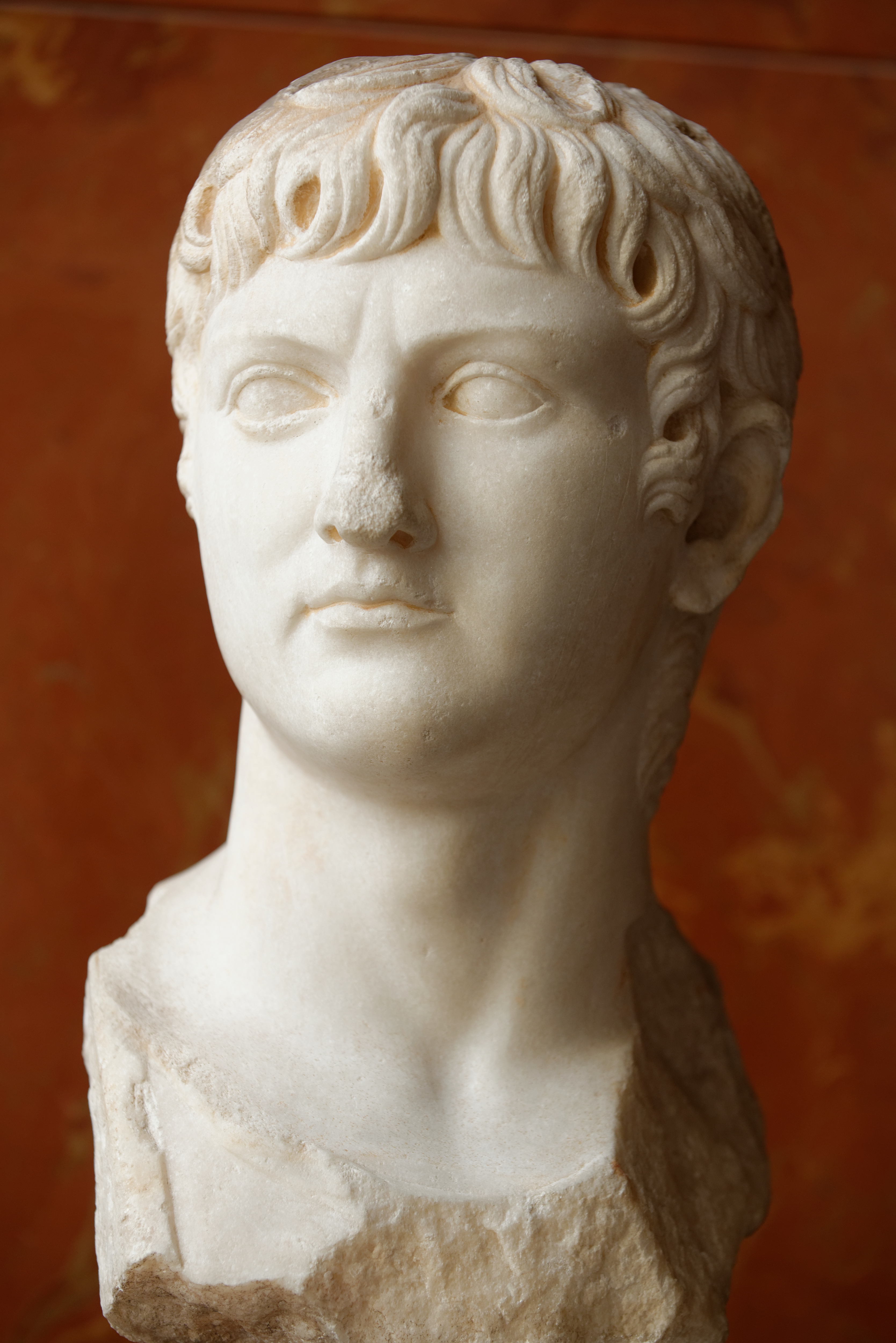
Buste de Germanicus
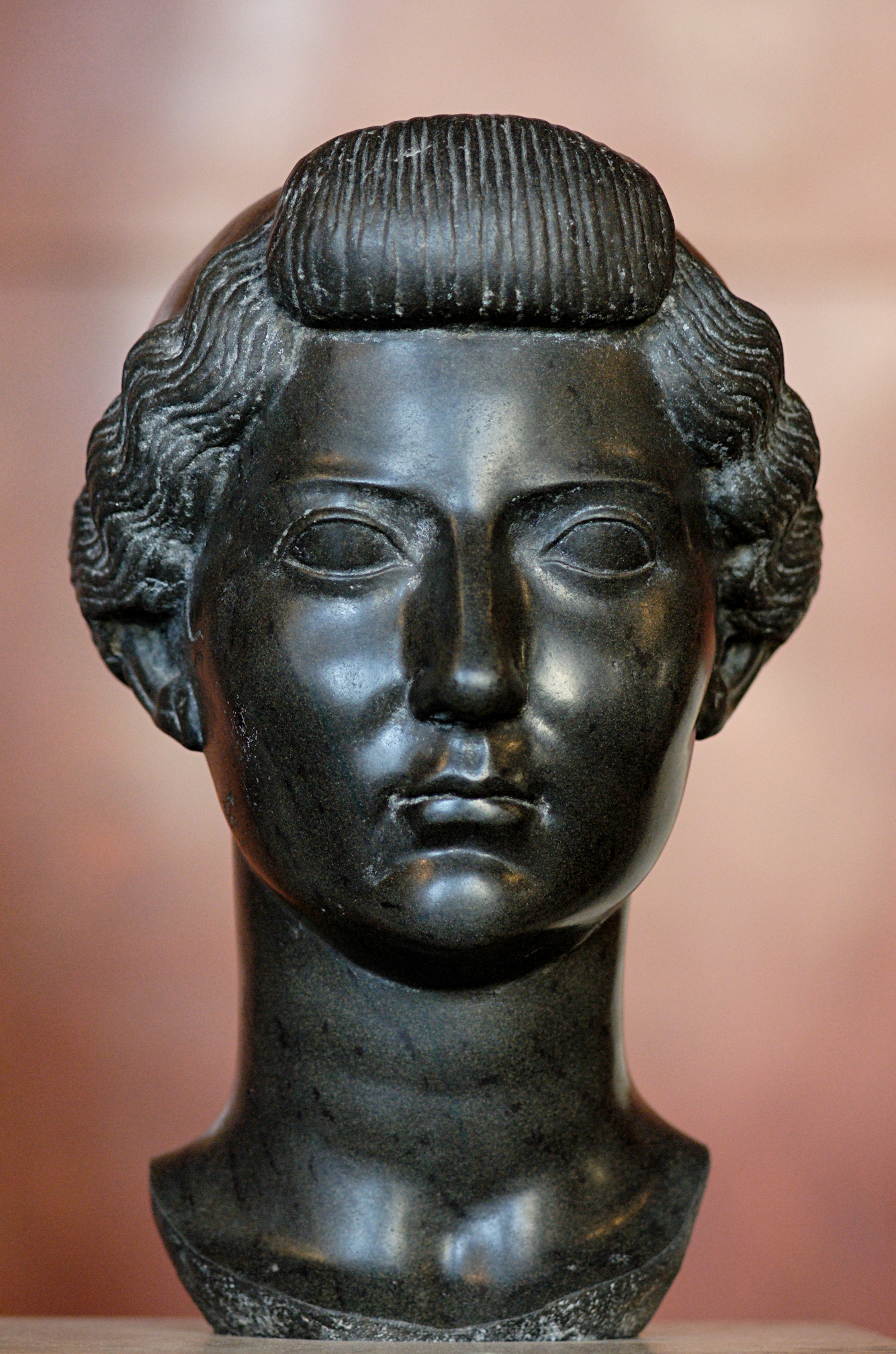
Buste de Livia Drusilla
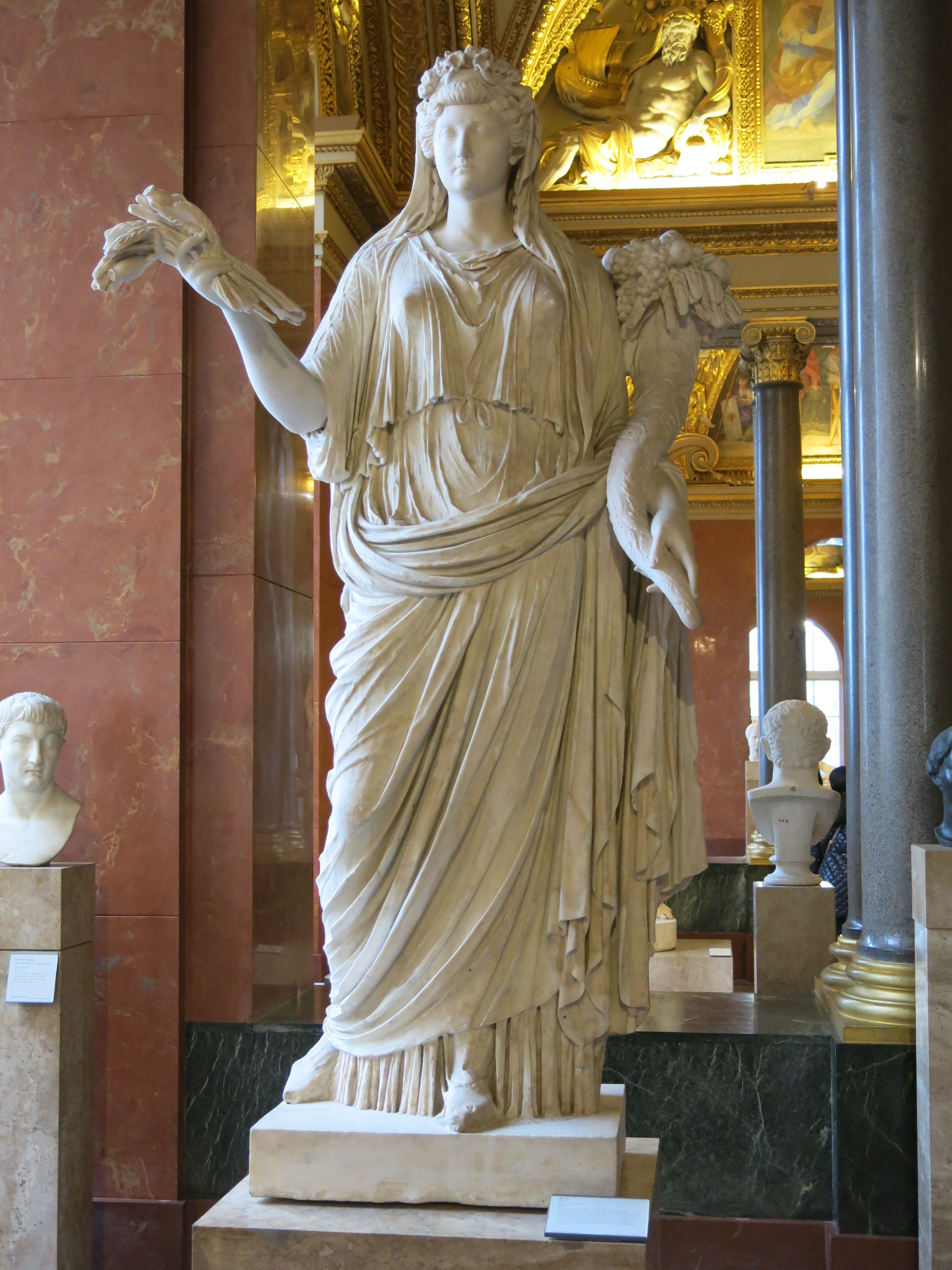
Statue de Livia Drusilla sous la forme de l'Abondance
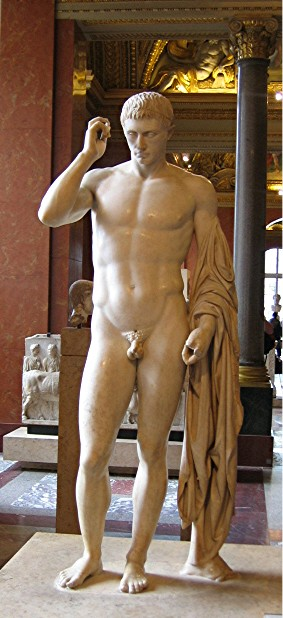
Marcellus le Jeune en Hermès
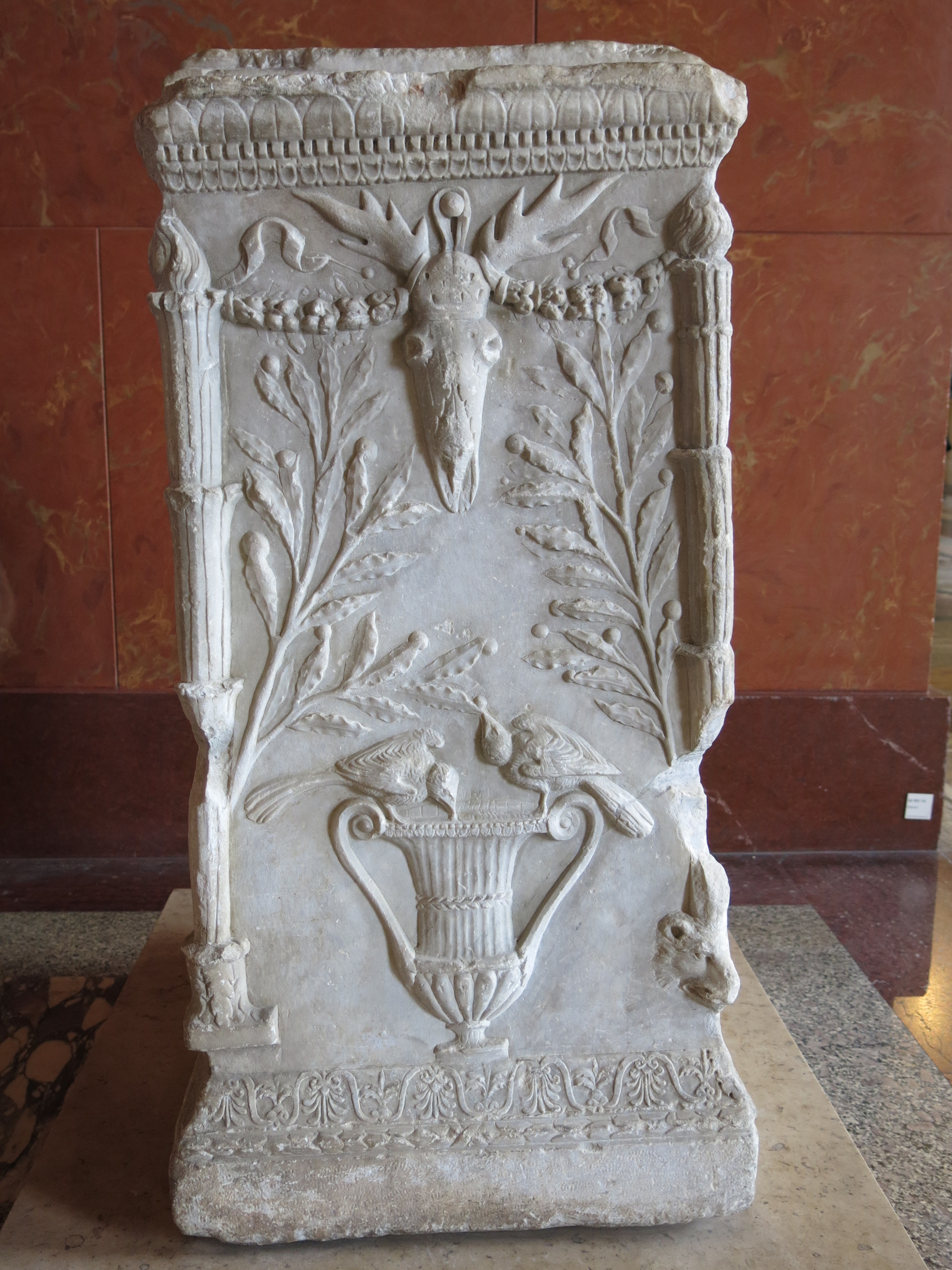
Autel funéraire d'Amemptus

### Salon de la Paix (salle 411)
Le plafond de cette salle, ancien vestibule des appartements d'Anne d'Autriche, fut décoré en 1655-1658 par Louis Le Vau. Les fresques de Romanelli illustrent le thème de la paix. Sur la voûte du plafond se trouve l'Allégorie de la Paix des Pyrénées, glorifiant le traité de paix des Pyrénées entre la France et l'Espagne en 1659. Sur la  lunette sud est inscrit L'Allégorie du monde met le feu à un tas d'armes, sur la lunette nord La Déesse de l'agriculture encourage le travail agricole. Des allégories sculpturales des quatre grands fleuves de France, des figures féminines et des trophées ont été réalisés par Michel Anguier.
Lors de la transformation des appartements de la reine en galerie de musée (1799), les murs séparant le salon de la Paix des pièces adjacentes furent remplacés par des groupes de colonnes ramenées d'Aix-la-Chapelle.

Salon de la Paix d'Anne d'Autriche
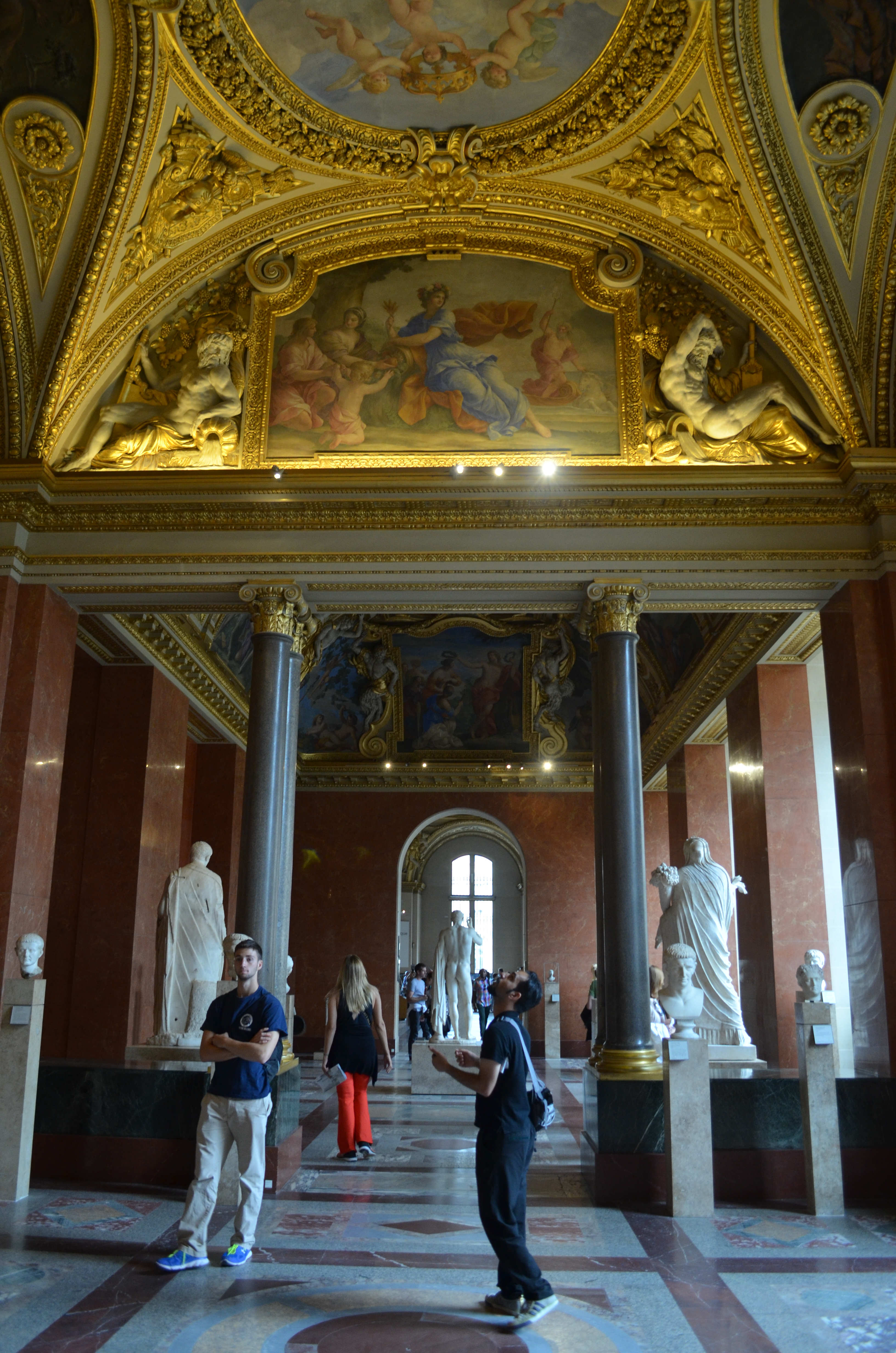
Vue générale du salon
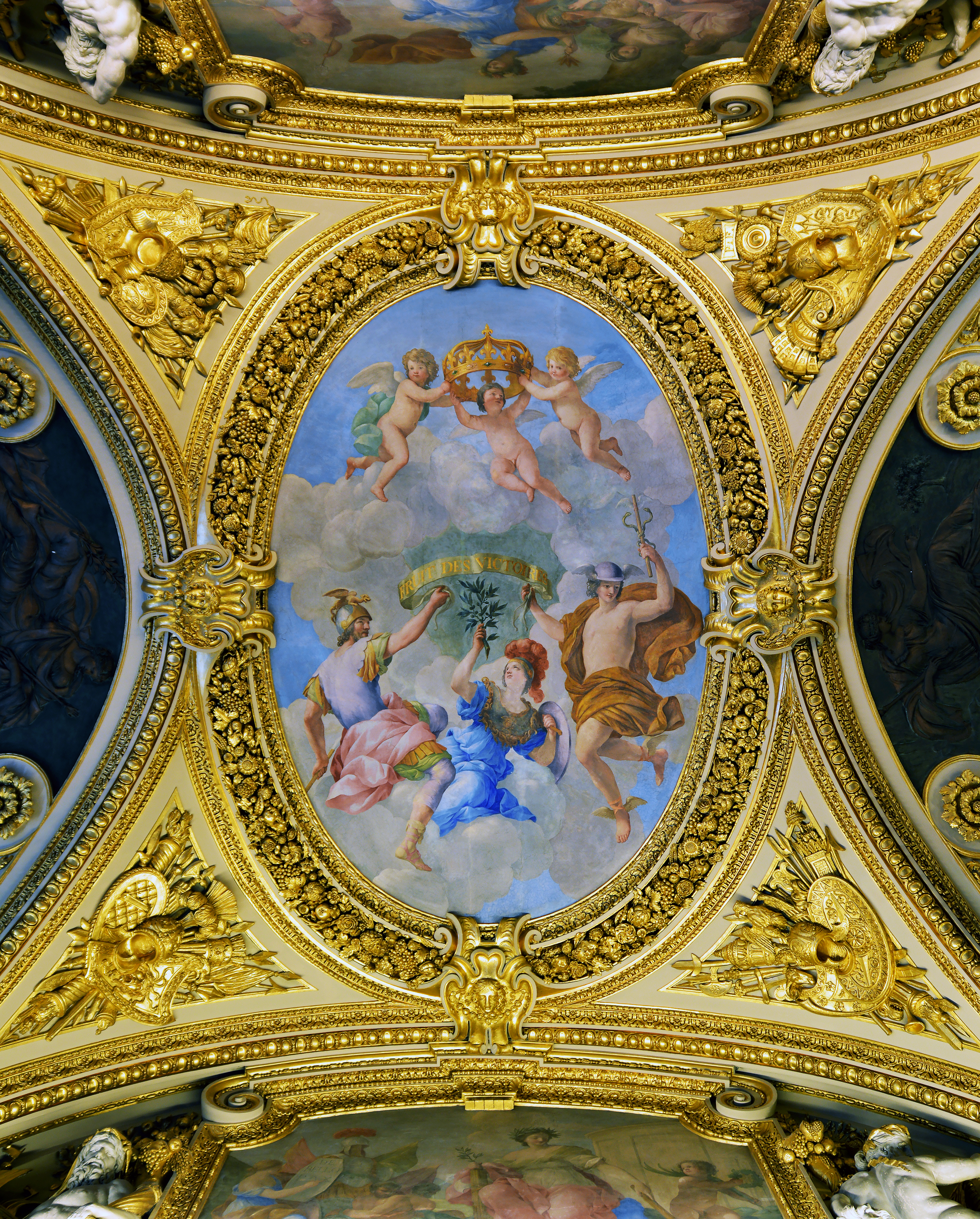
Plafond avec l'allégorie de la Paix
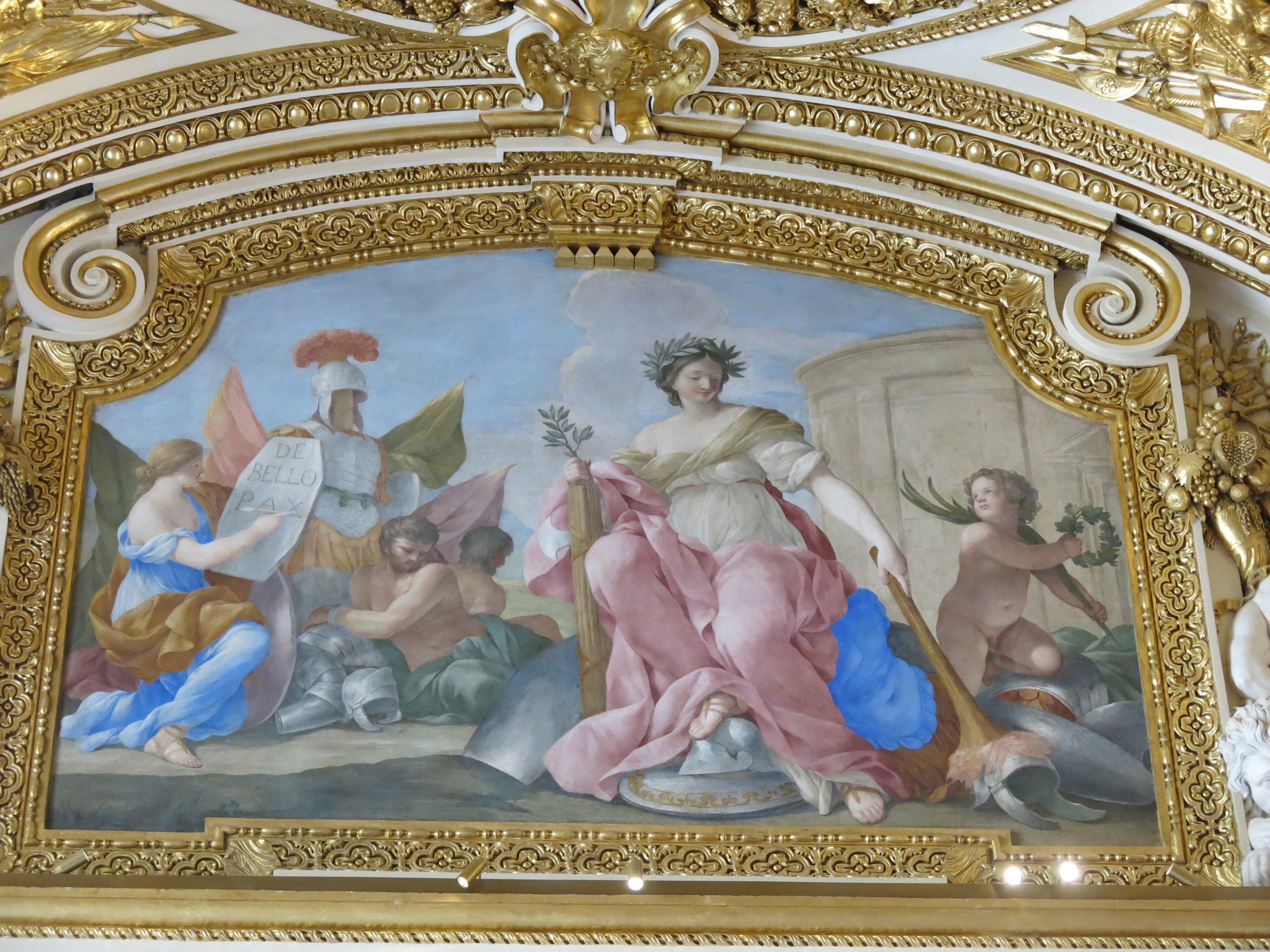
La Paix mettant le feu à un monceau d'armes
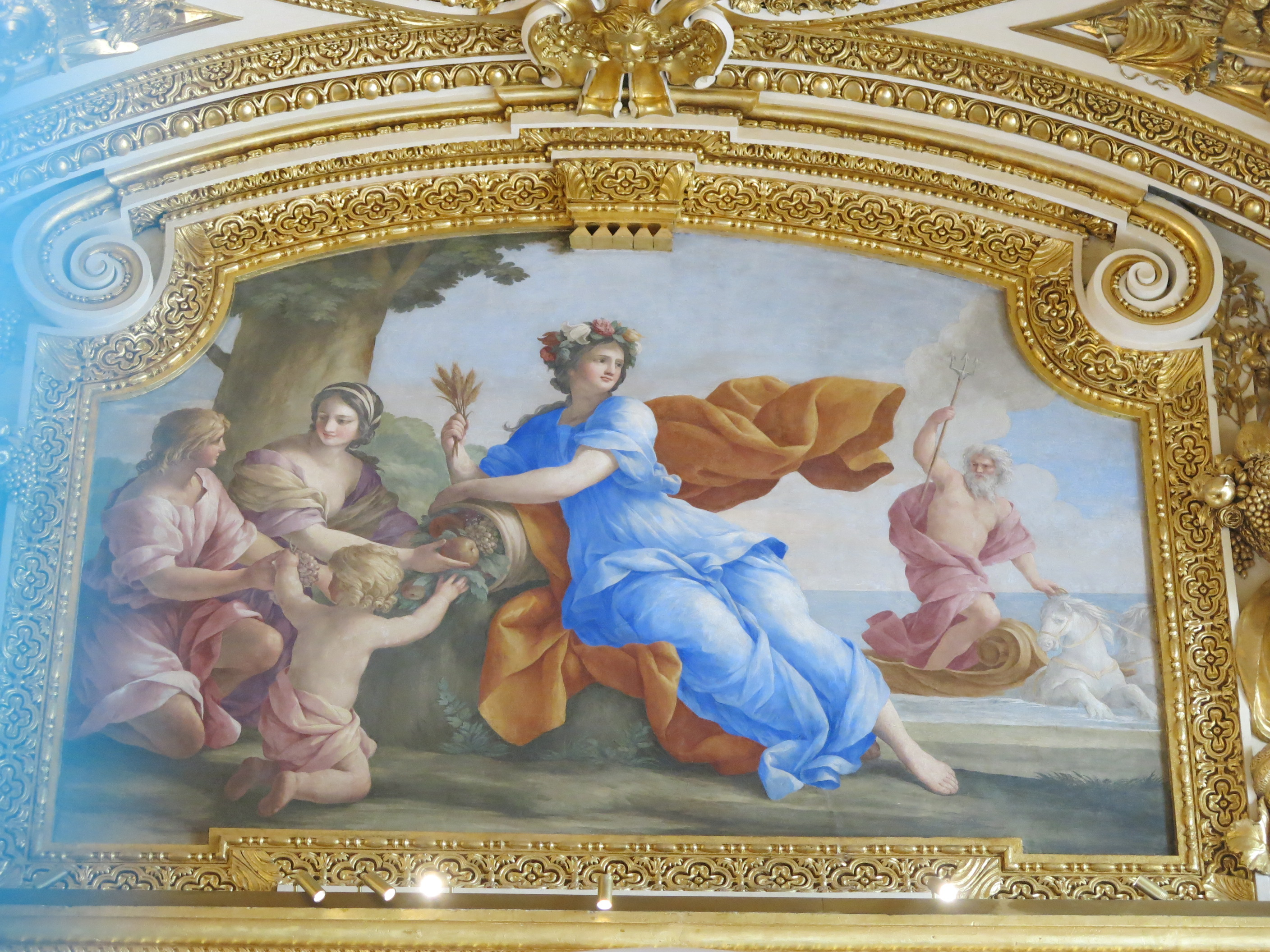
La déesse de l'Agriculture favorise les travaux agricoles

Dans ce Salon de la Paix sont exposées les collections du Louvre correspondant aux des derniers empereurs de la Dynastie julio-claudienne : 14-68 après JC.

Collections du Louvre : Les Julio-claudiens tardifs
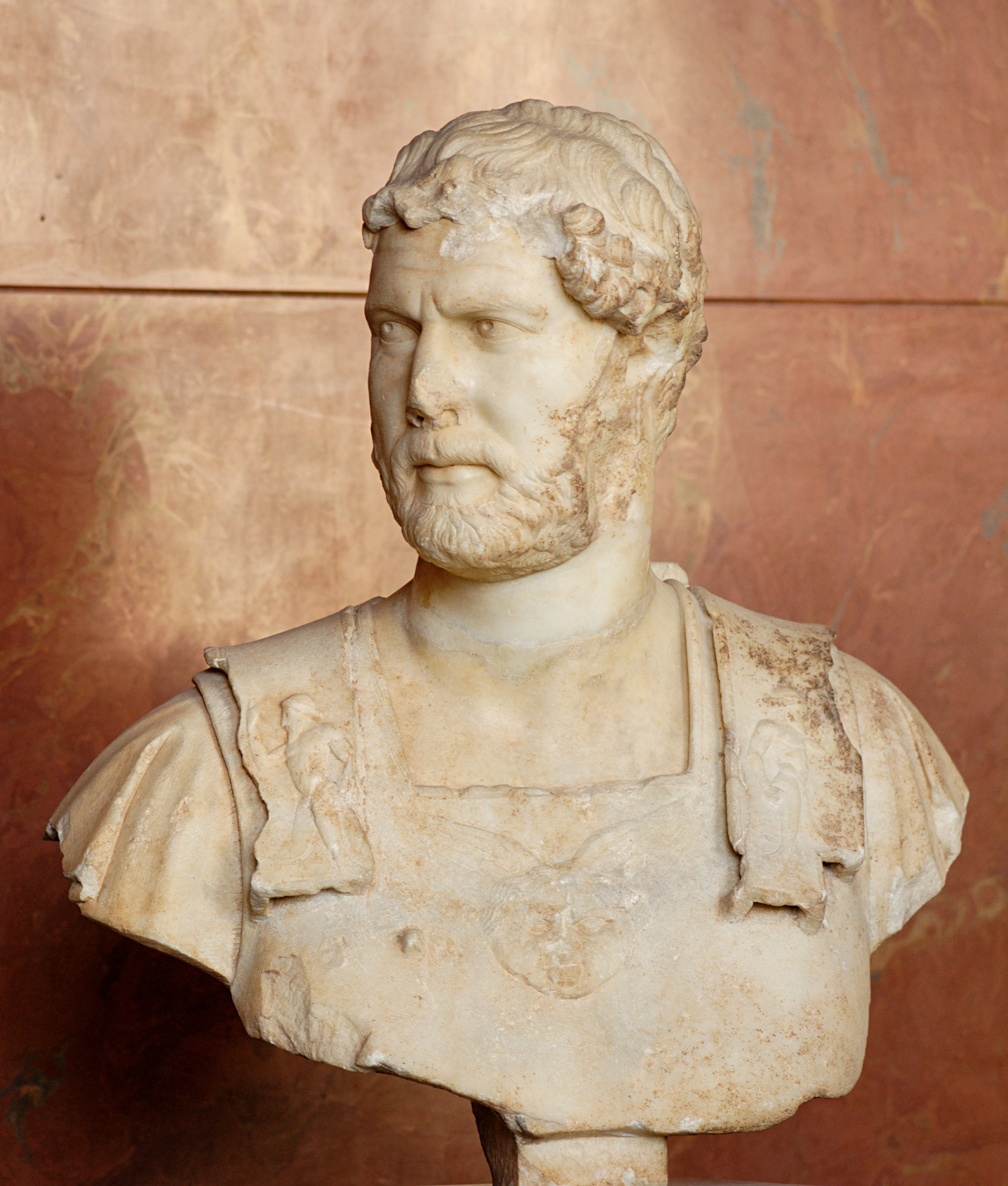
Buste de l'empereur Hadrien
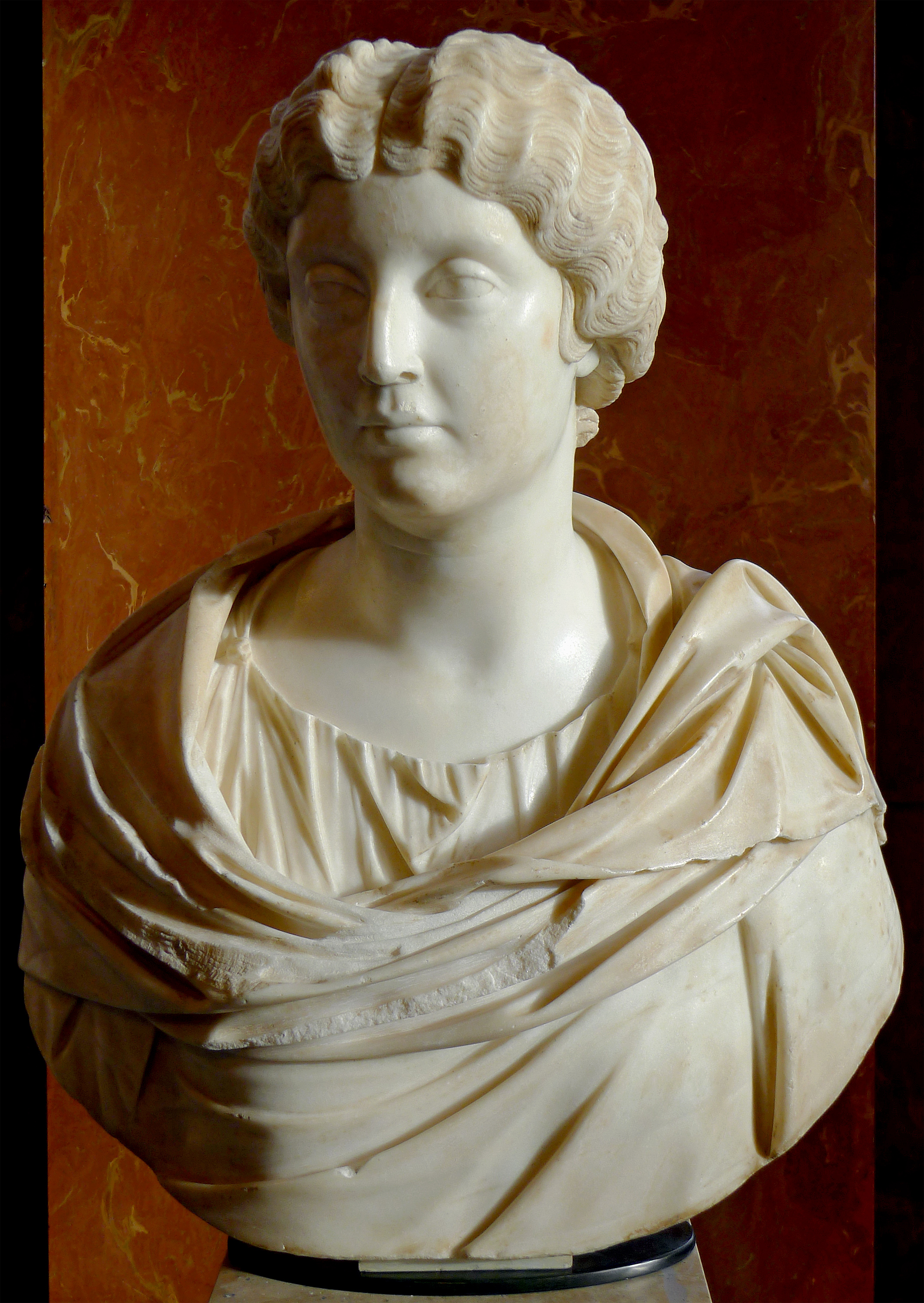
Buste de Faustine la Jeune, épouse de l'empereur Marc Aurèle
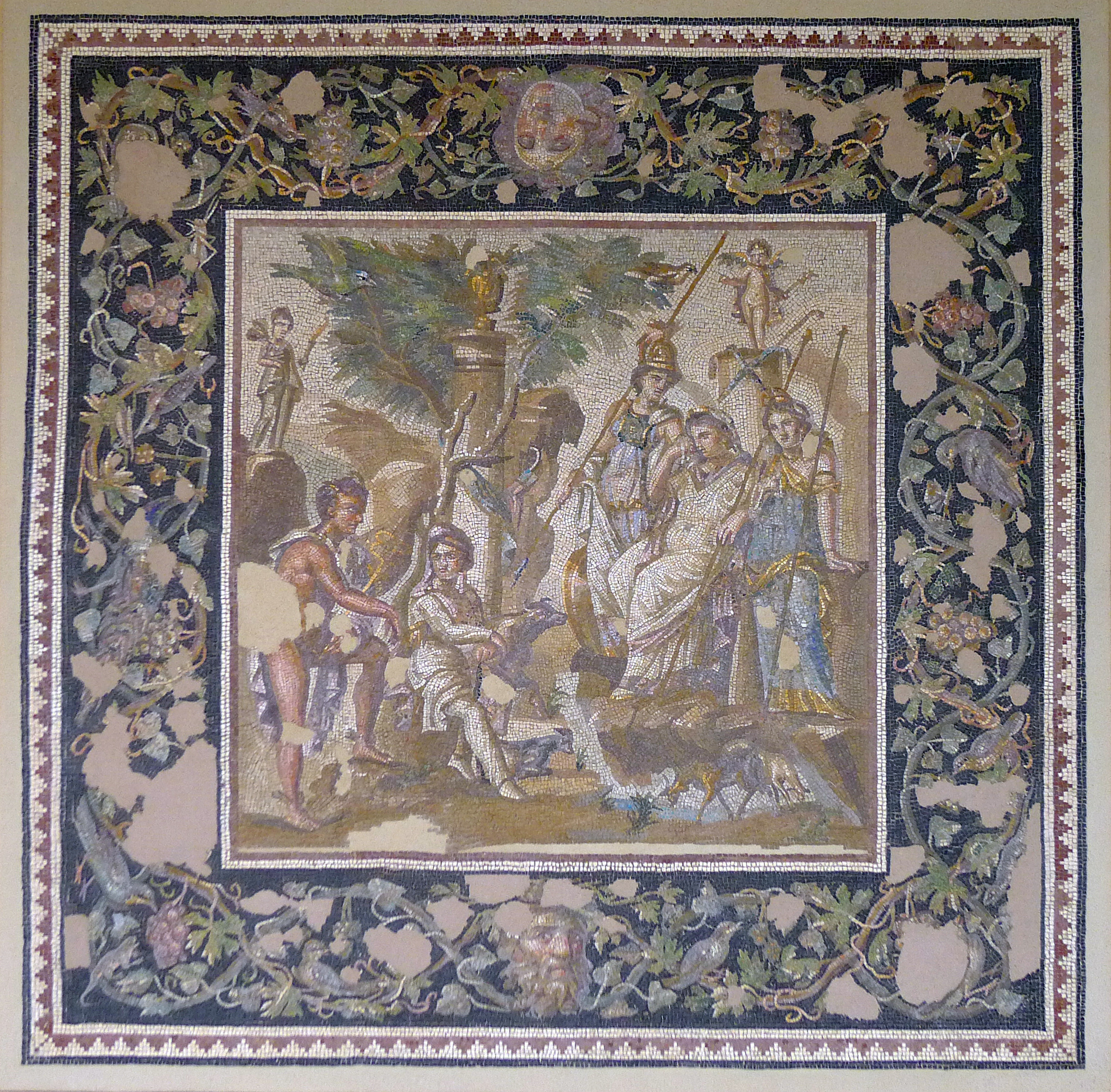
Mosaïque du Jugement de Paris
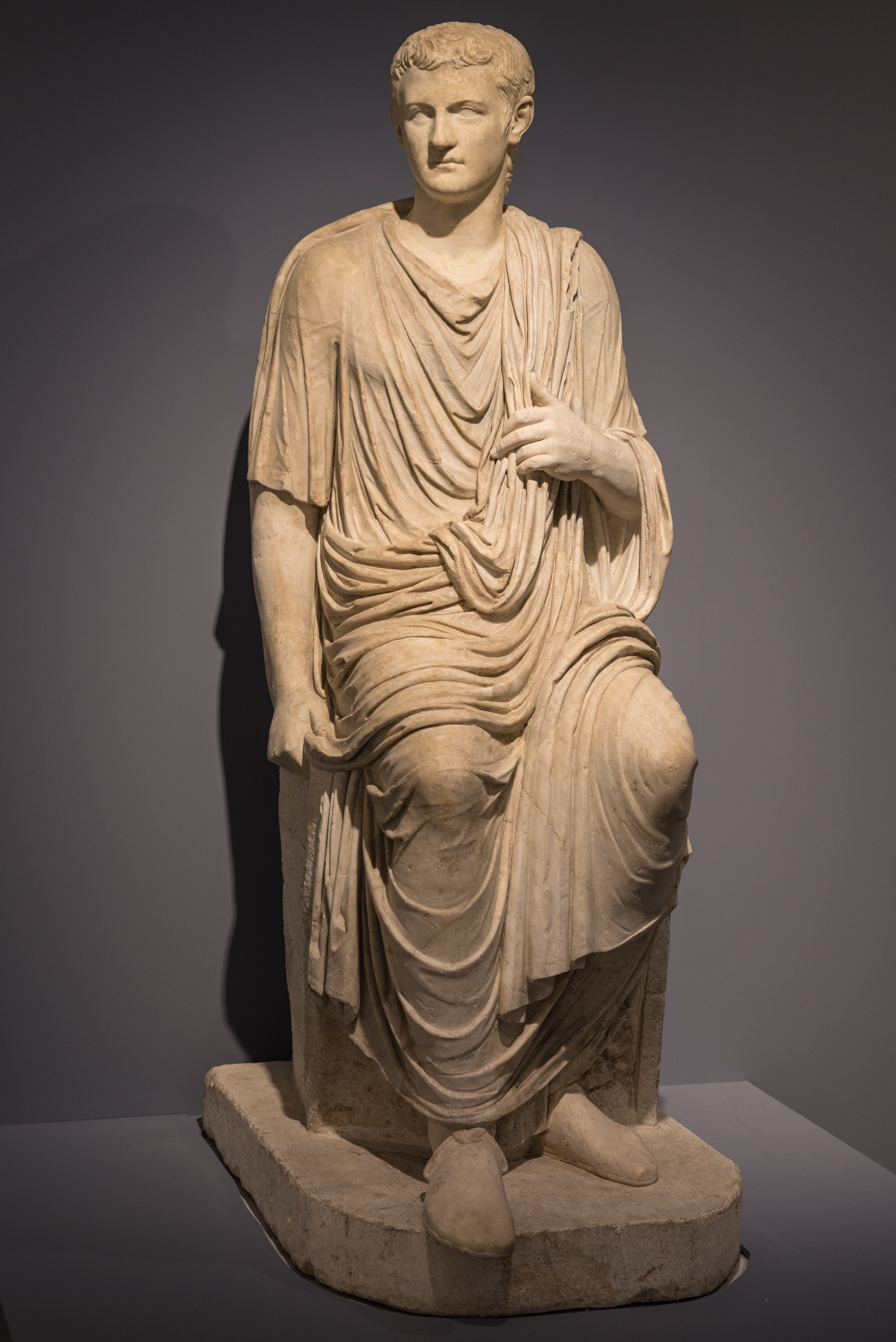
Statue de Caligula
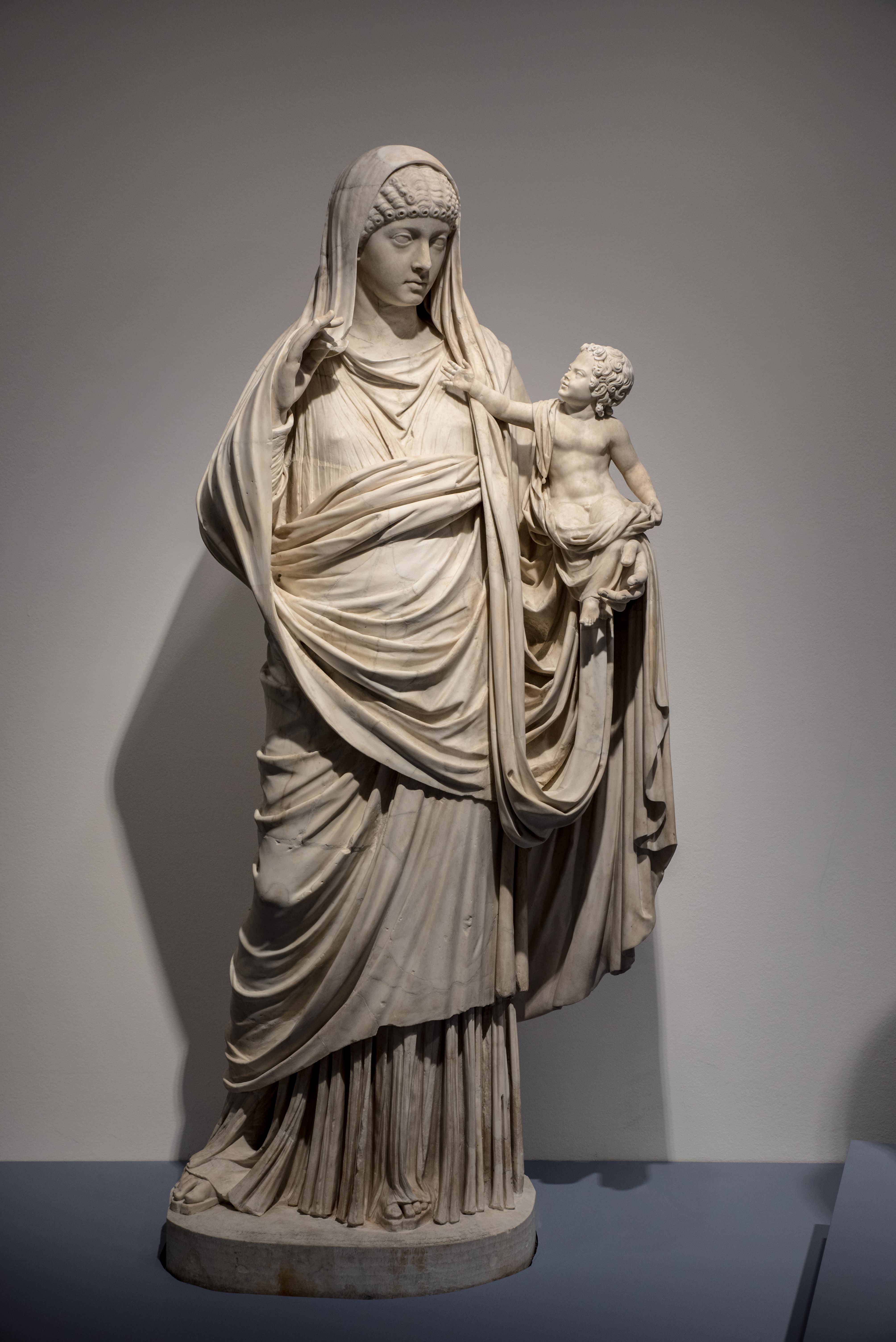
Messaline portant Britannicus dans ses bras
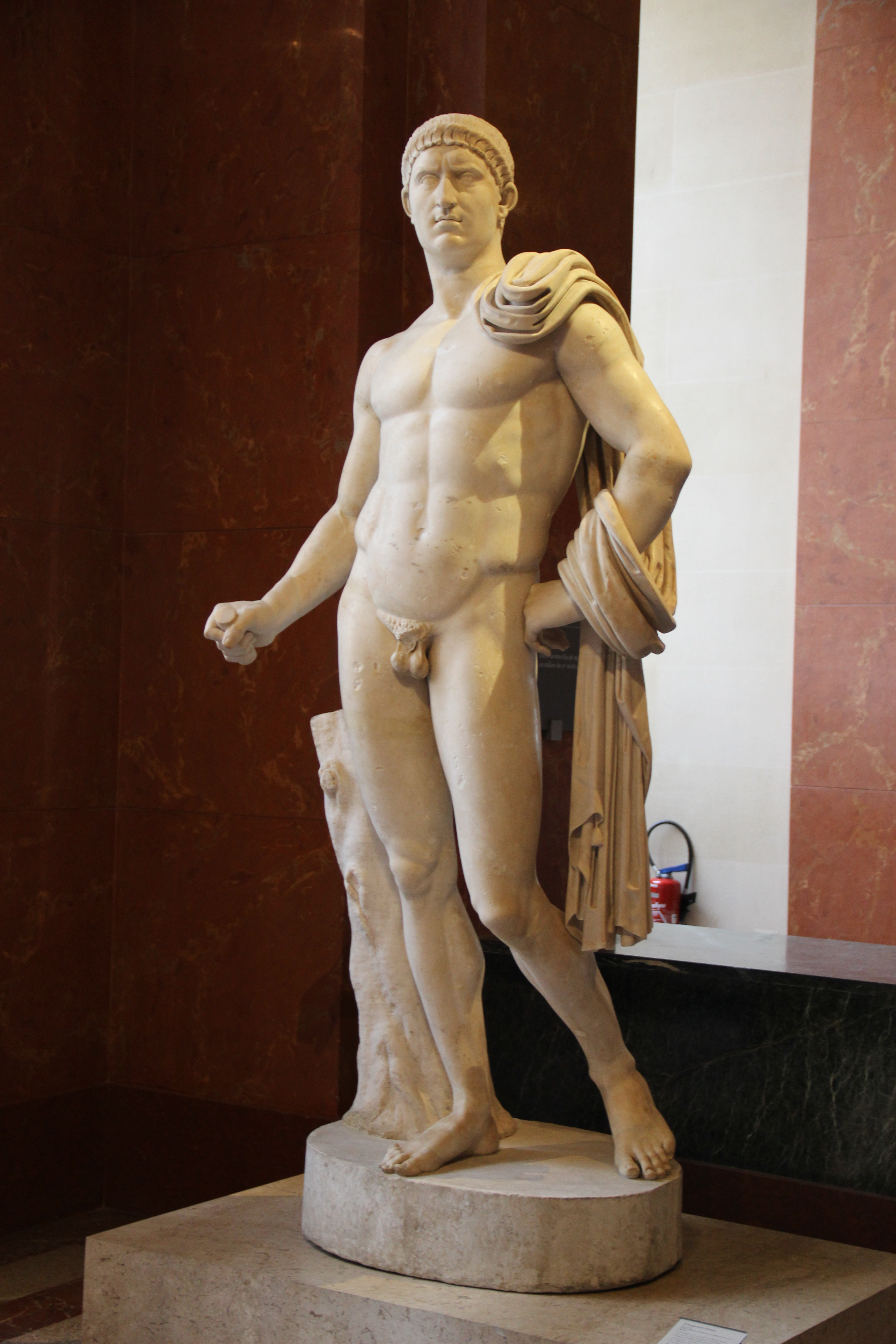
Statue de l'empereur Othon

### Grand cabinet de la Reine (salle 412)
A une époque, la salle était appelée Salle des Sévères.
Au plafond du Grand Cabinet de l'appartement d'Anne d'Autriche Romanelli représente la Poésie et l'Histoire célébrant les exploits guerriers de Rome. Les peintures des voûtes illustrent l'histoire de Rome (L'enlèvement des Sabines) et l'histoire de ses héros (Mucius Scaevola, La Clémence de Scipion  et Cincinnatus ).
Les médaillons de Michel Anguier illustrent également l'histoire de Rome : Mort sacrificielle de Marcus Curtius, la Vestale Tuccia, Sacrifice et Romulus et Remus allaités par une louve.

Grand cabinet d'Anne d'Autriche
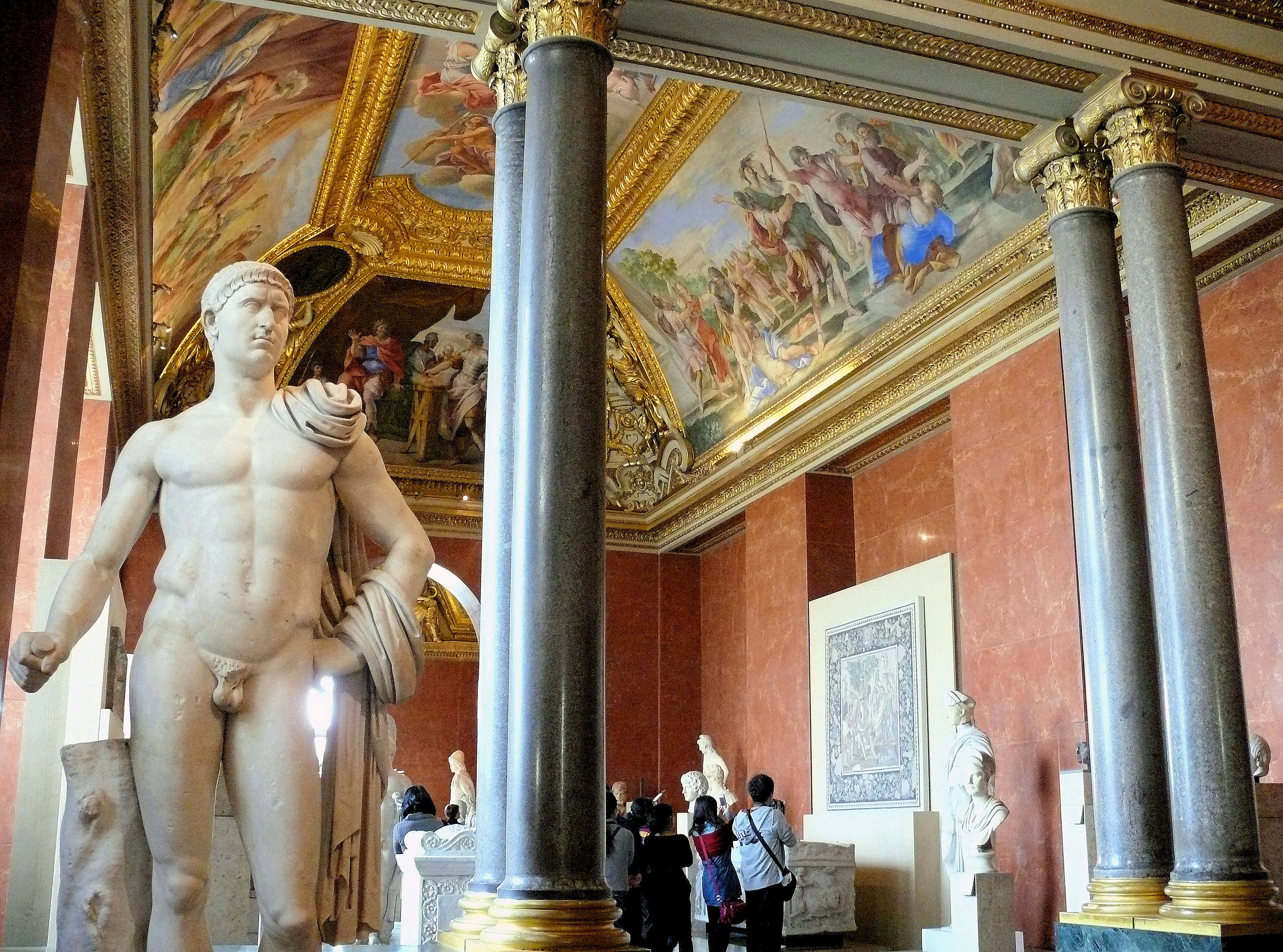
Vue depuis le Salon de la Paix
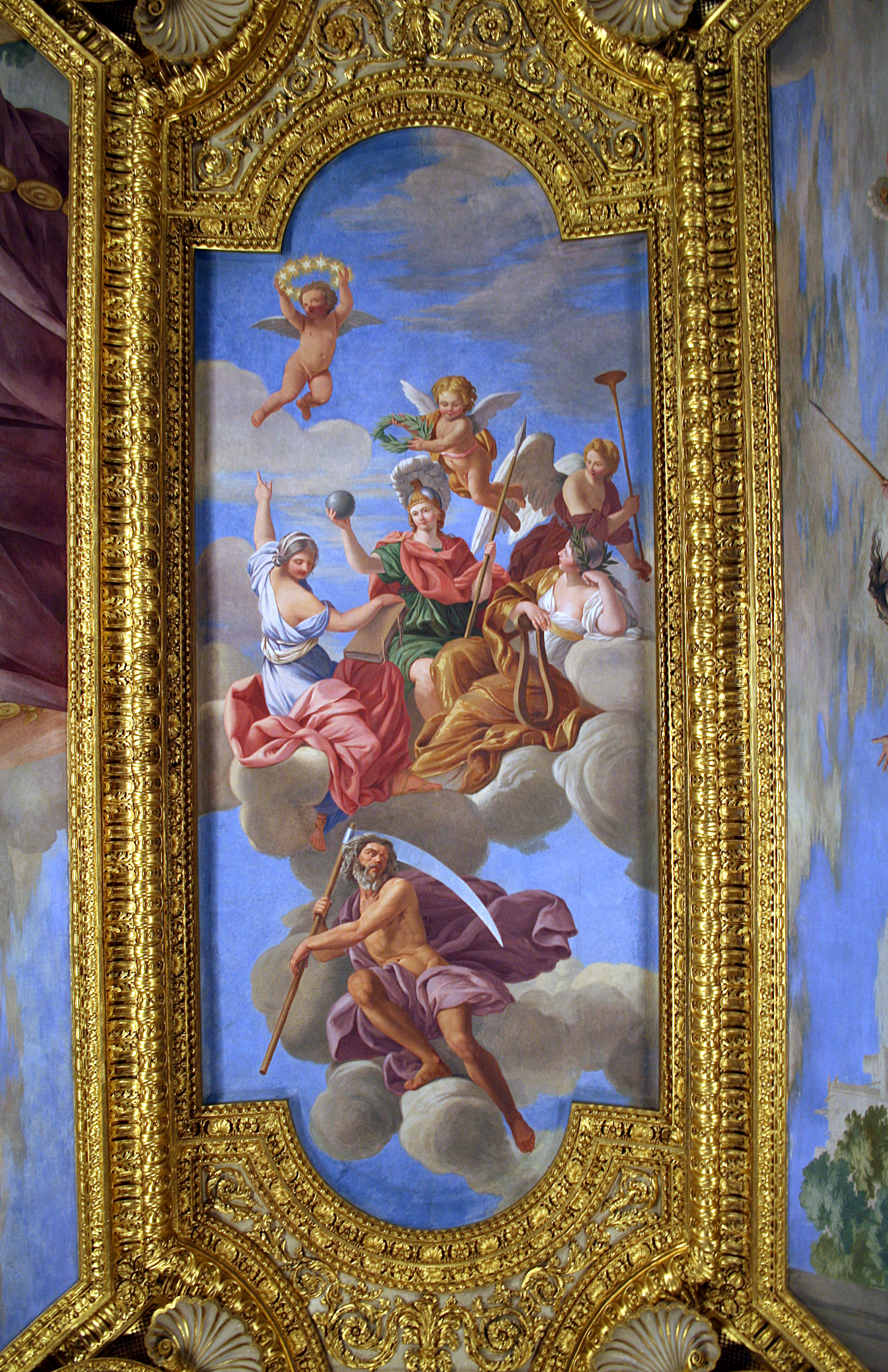
Peinture du plafond : La Poésie et l'Histoire célèbrent les exploits guerriers de Rome
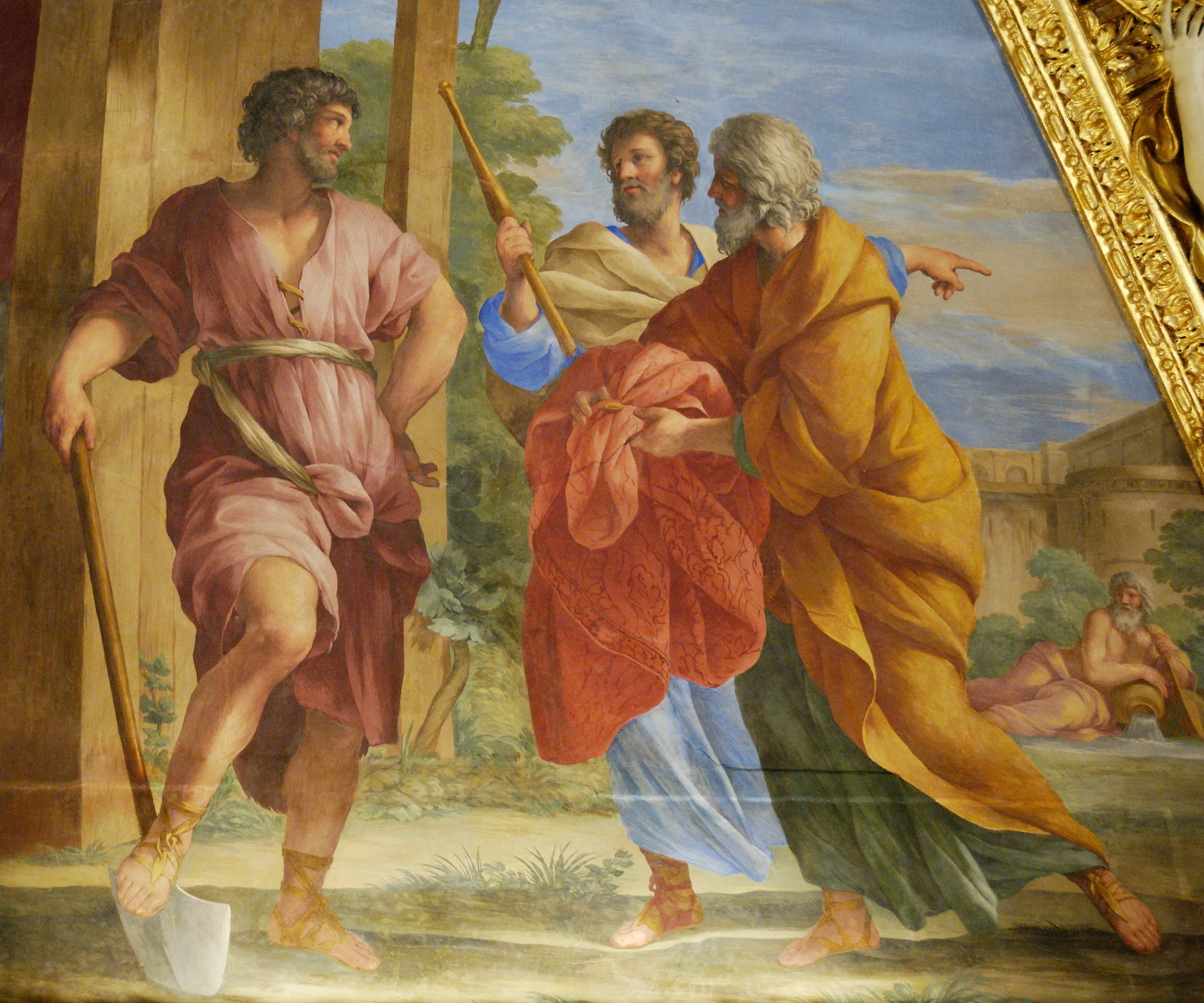
Cincinnatus
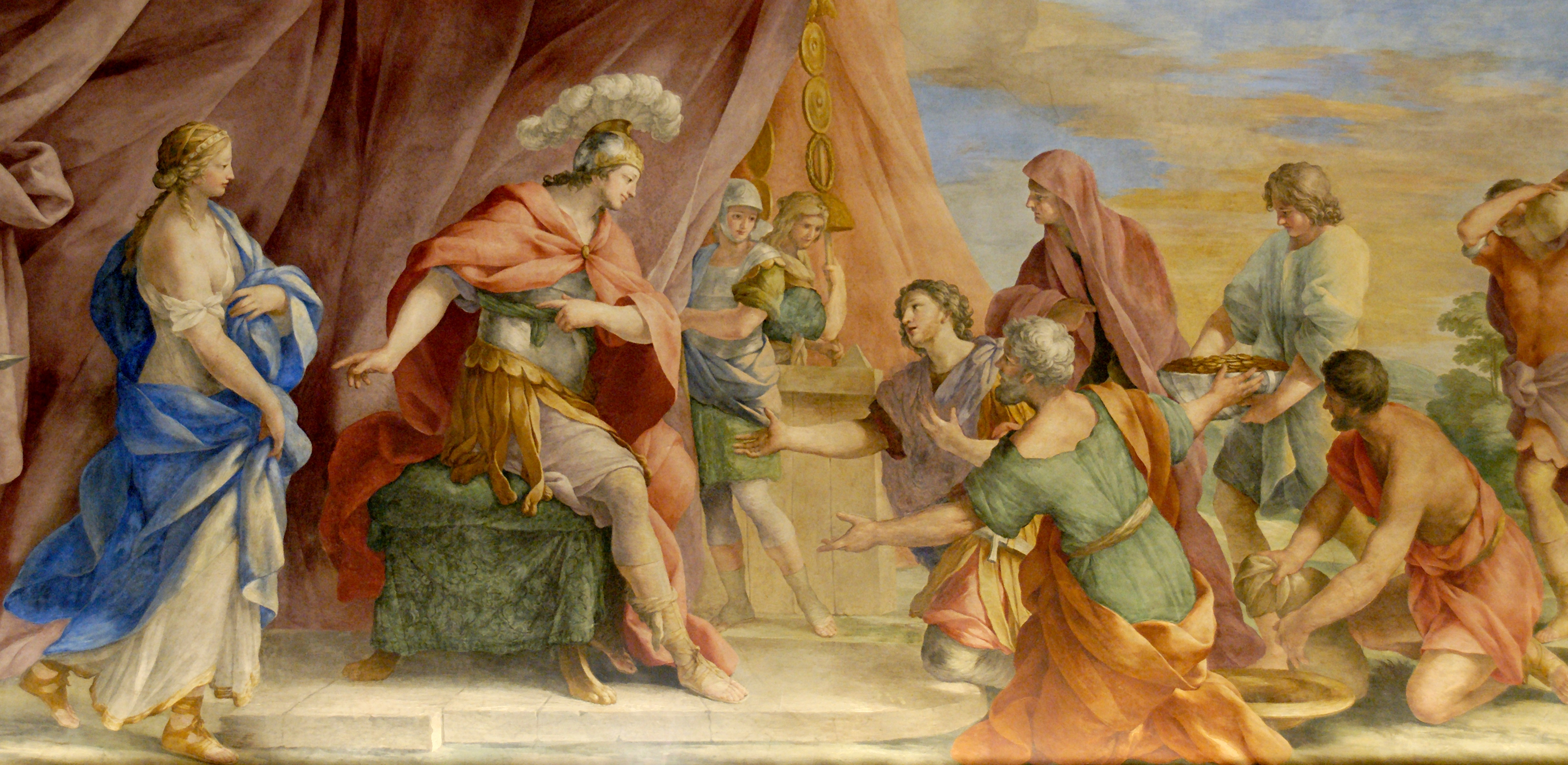
La Clémence de Scipion
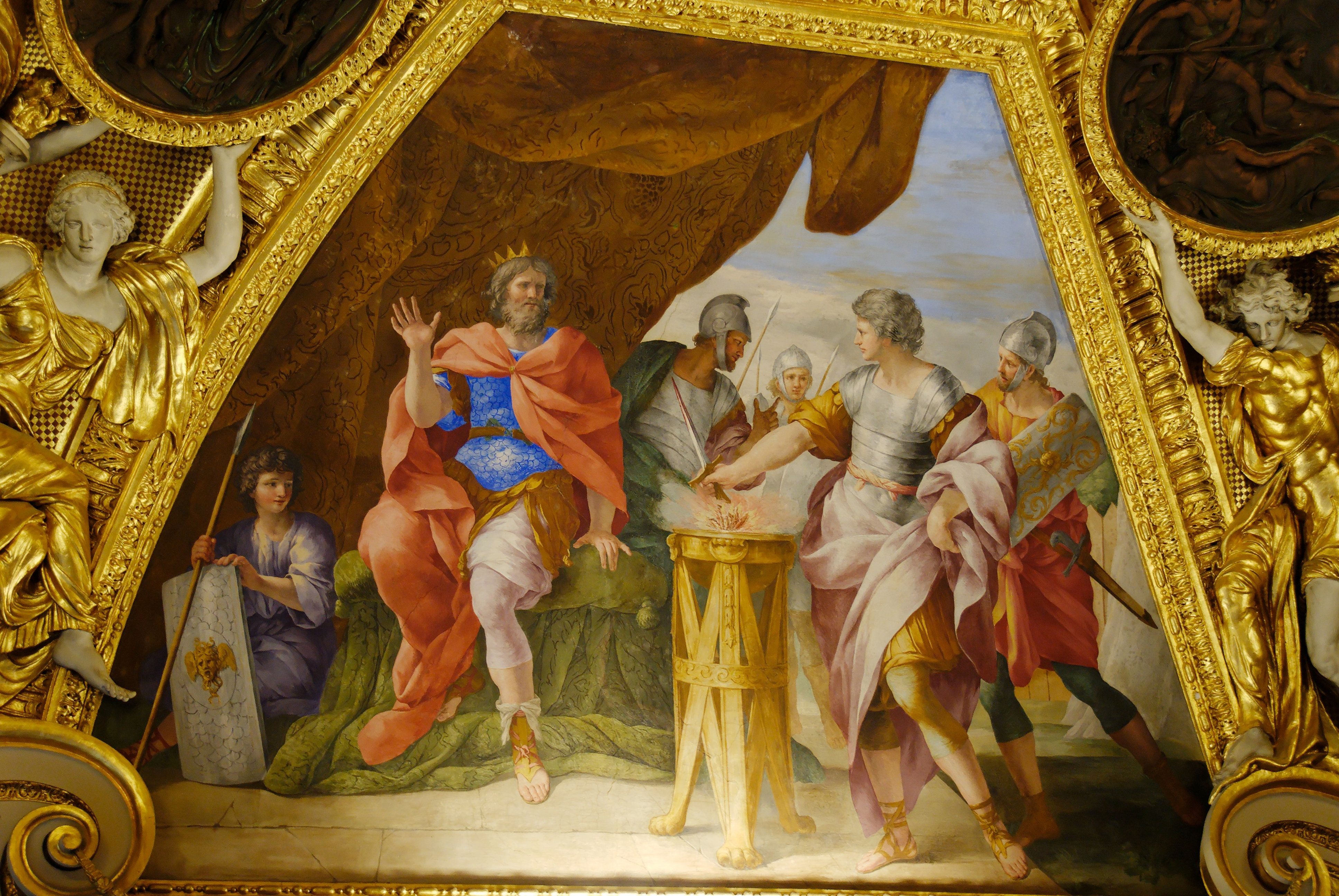
Mucius Scaevola et Porsenna
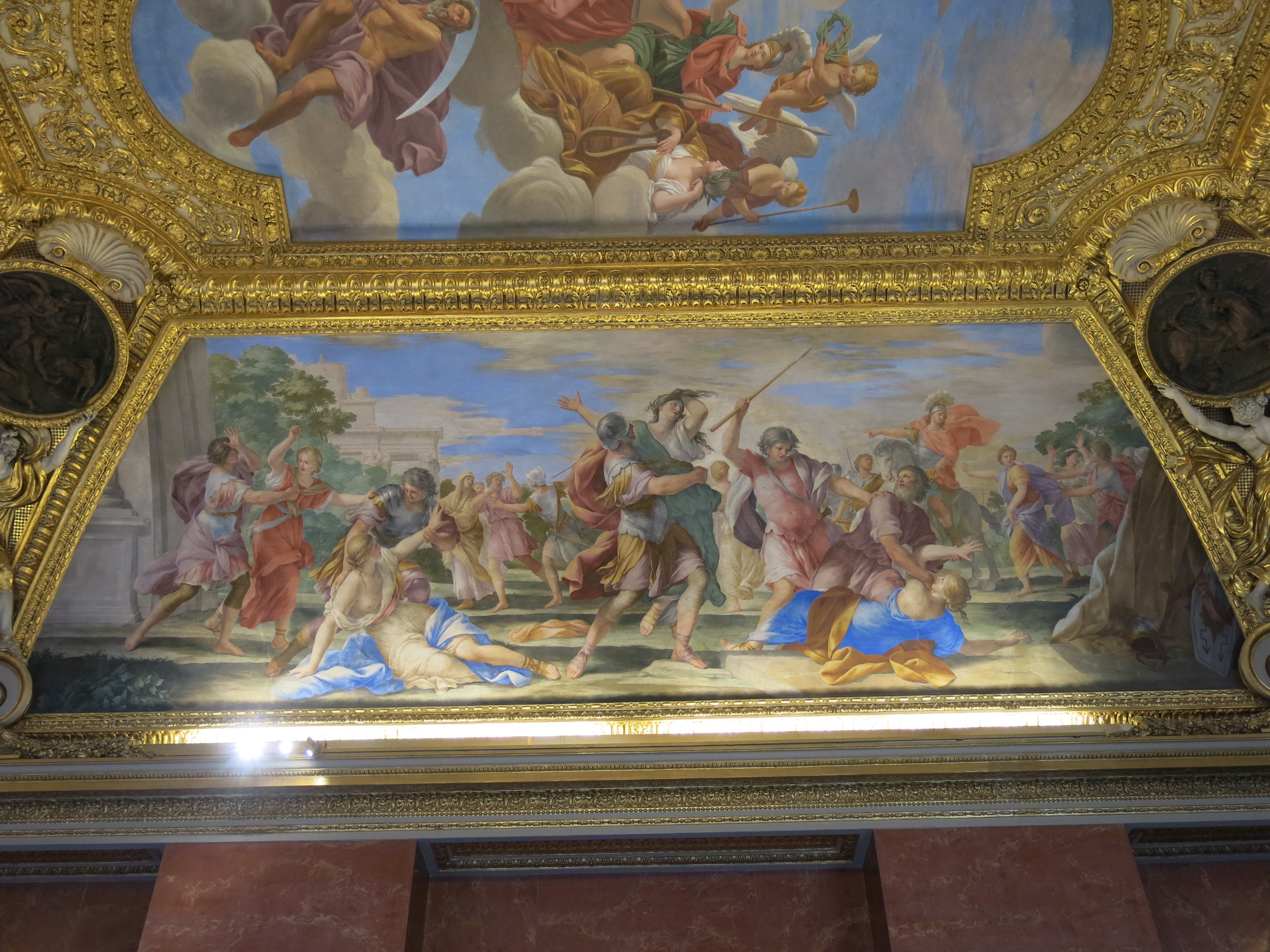
L'Enlèvement des Sabines

Dans ce Grand Cabinet sont exposées les collections du Louvre correspondant à la période allant du règne des Flaviens (69-96 après JC) jusqu'à milieu du IIe siècle après JC.

Collection du Louvre : Des Flaviens au milieu du IIe siècle après JC
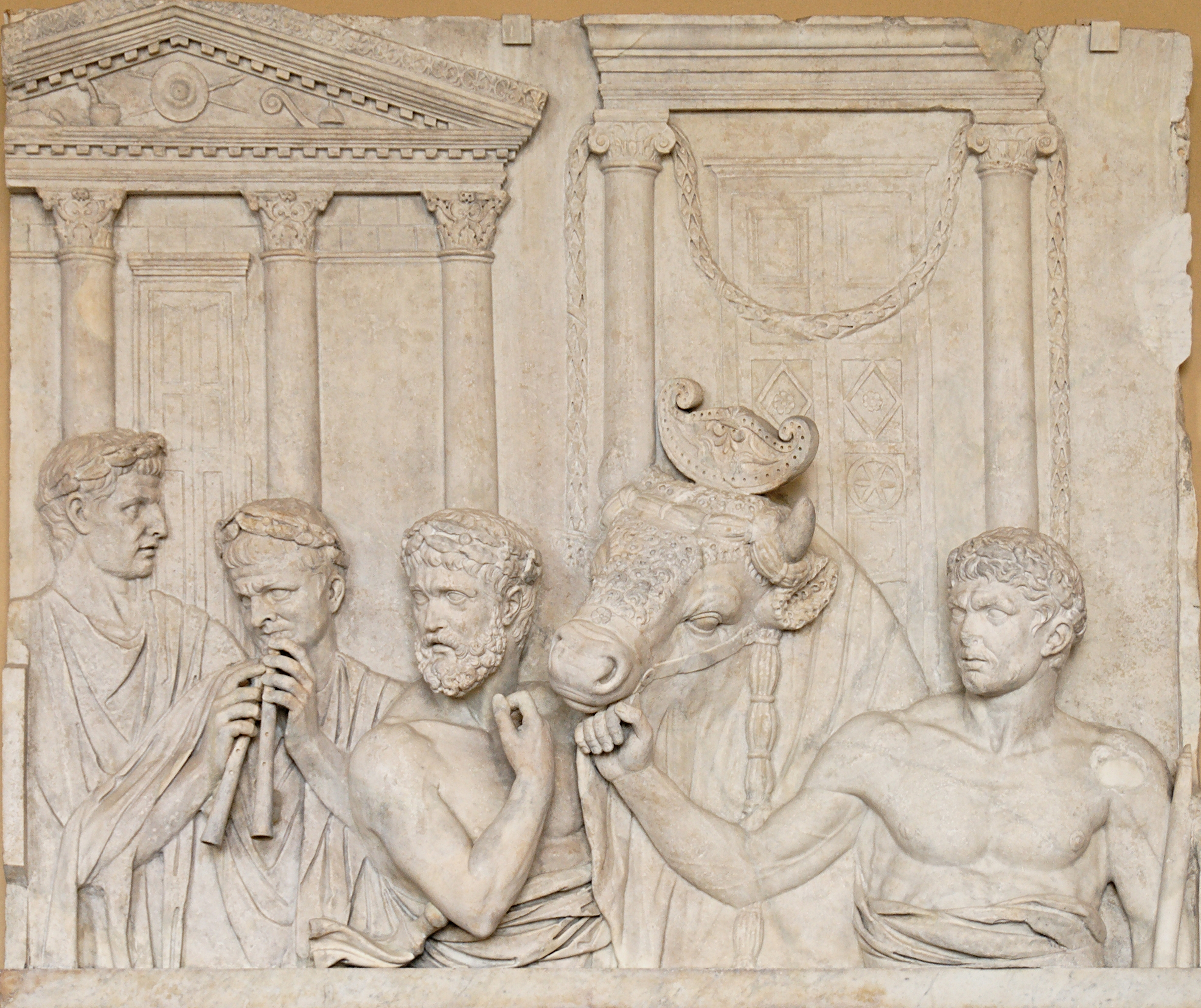
Préparation de sacrifice
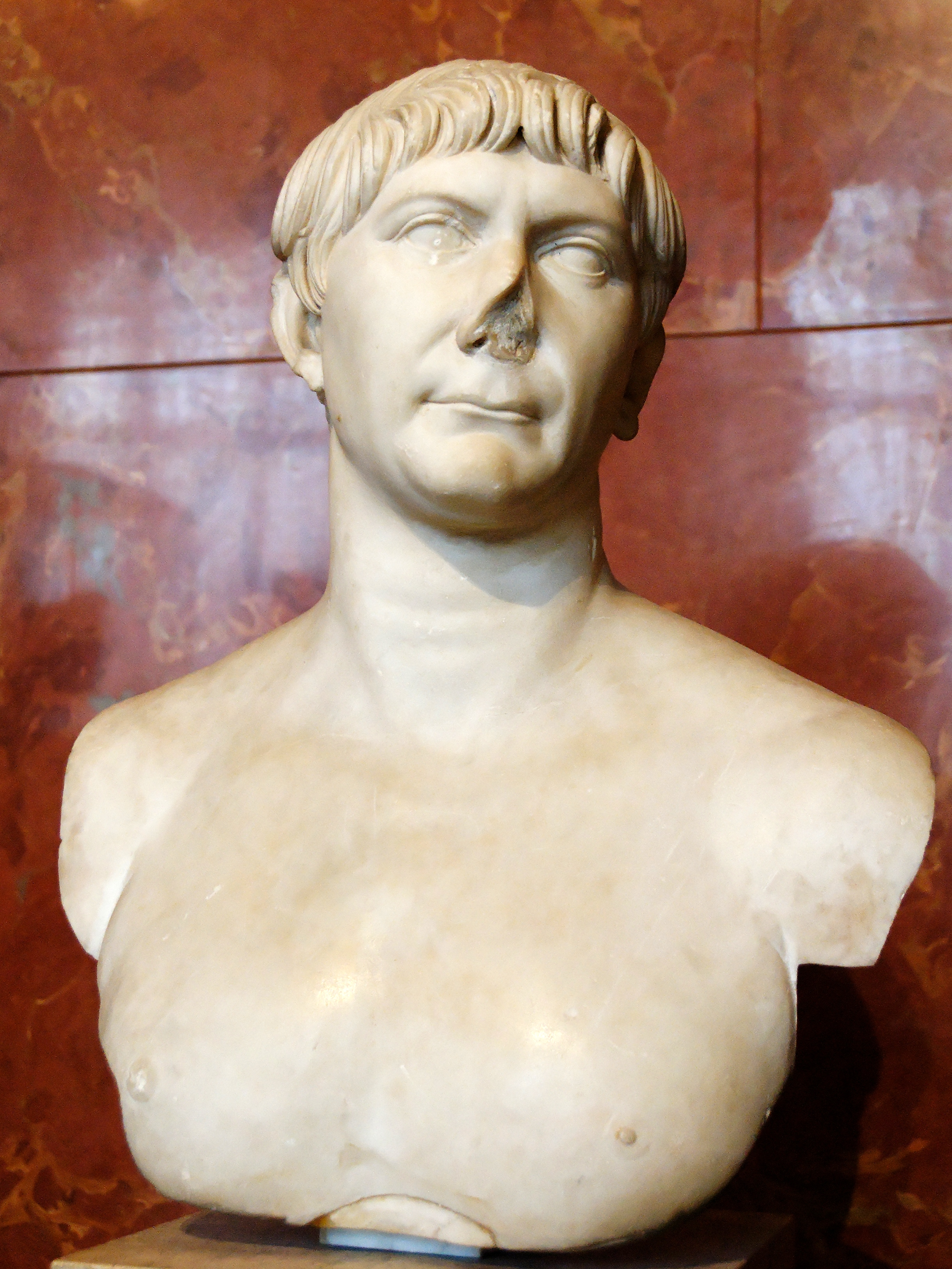
Buste de Trajan
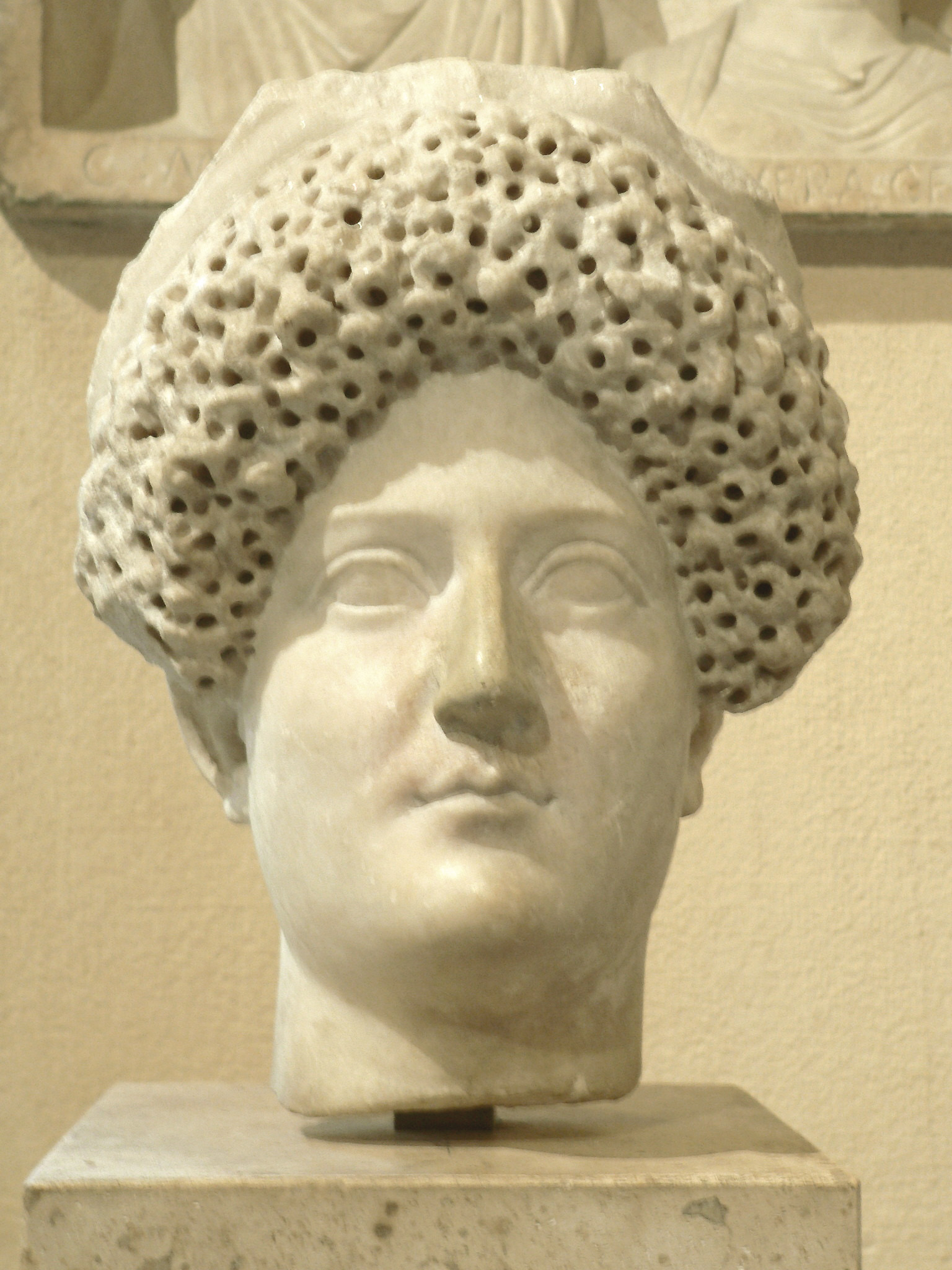
Domitia, épouse de l'empereur Domitien
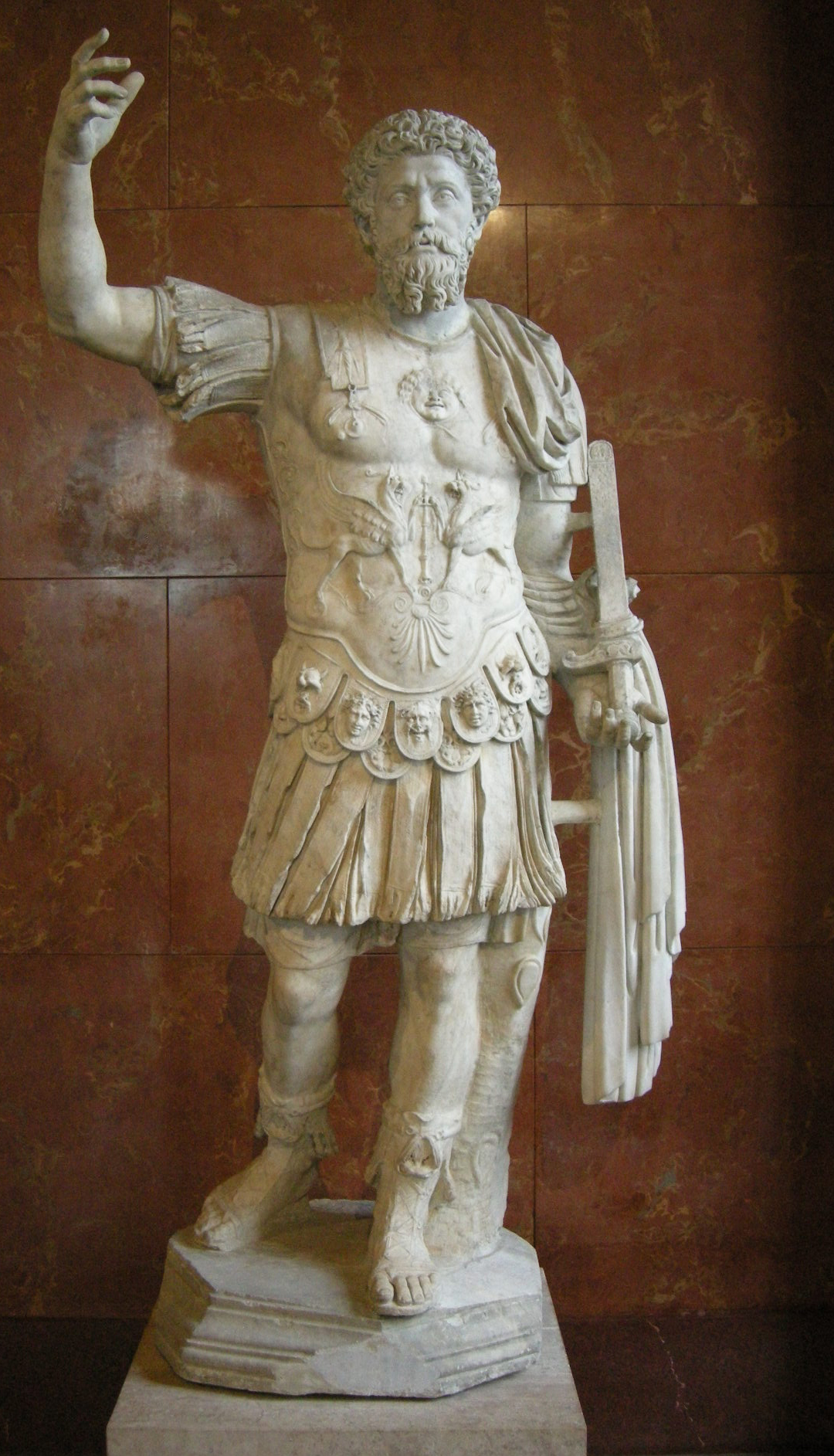
Marc Aurèle
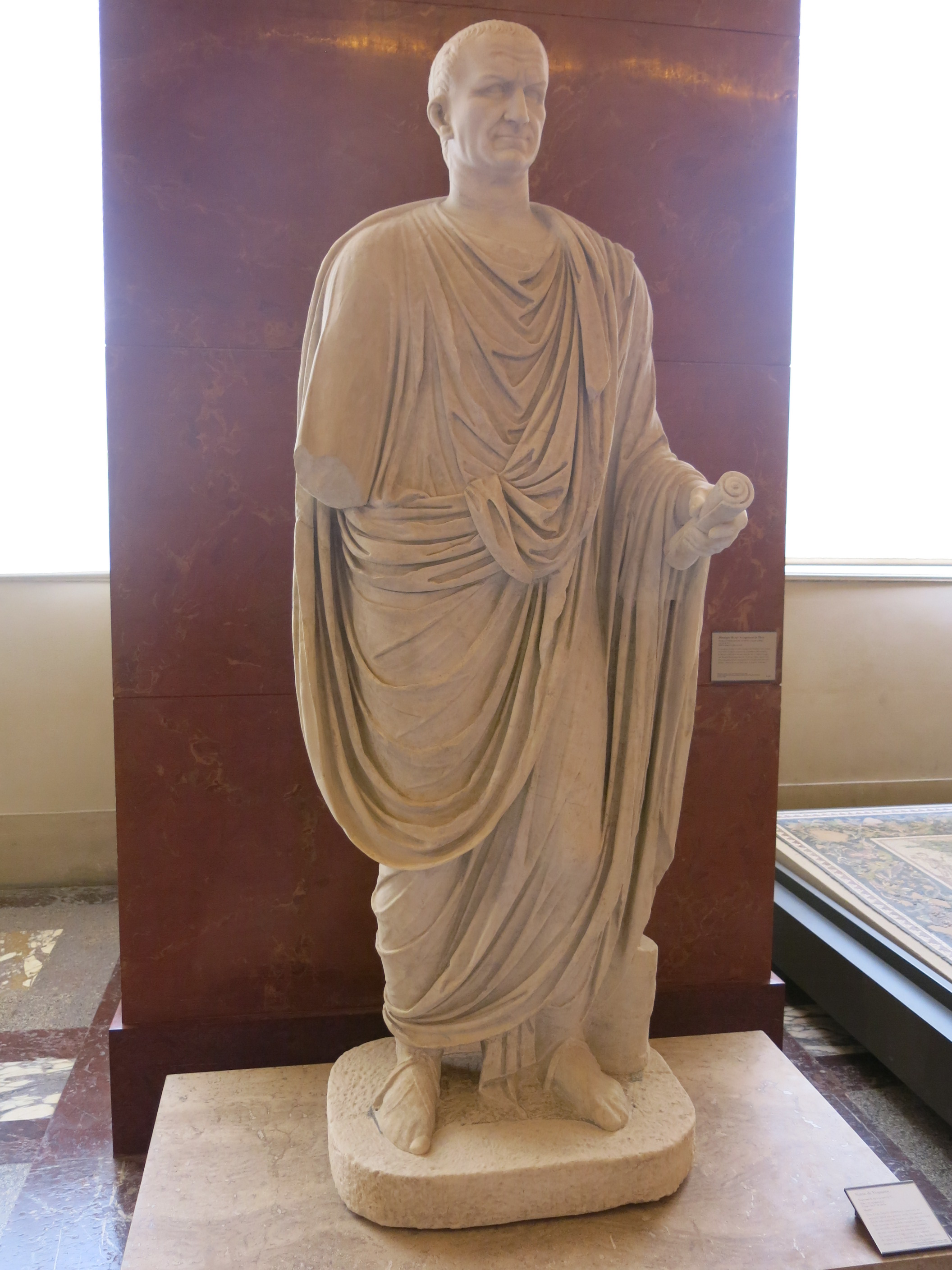
Vespasien

### Chambre de parade de la Reine (salle 413)
La chambre de parade ou salon d'apparat a été décorée à l'origine en 1658 par l'artiste Romanelli et le sculpteur Michel Anguier.
Le thème choisi pour la décoration de la salle sont les vertus de la reine, illustrées d'exemples tirés de la Bible (Judith décapitant Holopherne, Esther et Assuérus), de peintures allégoriques (lunettes et médaillons ), ainsi que des sculptures (grandes sculptures féminines dans les coins de la pièce). Au centre du plafond se trouvent l'allégorie de la religion et des vertus chrétiennes de Romanelli, un élément clé de la salle d'apparat de la reine.
En 1800, l'architecte Jean-Arnaud Raymond réunit le Salon d'apparat et le Petit Bureau de l'appartement d'Anne d'Autriche en une seule pièce destinée au Musée des Antiquités. Lors de la reconstruction, il a transféré le décor du mur sud de la State Room sur le mur sud de la nouvelle salle, complétant ainsi l'espace résultant conformément au style original. Parallèlement, l'artiste Pierre Peyron décore les lunettes et les médaillons de peintures : Allégories des arts et L'éducation éclaire et forme des adeptes. Parallèlement, Philippe-Auguste Hennequin peint l'Hercule français sur la voûte de la nouvelle salle, et Claude Dejoux complète la décoration avec de nouveaux stucs. .

Chambre de parade d'Anne d'Autriche
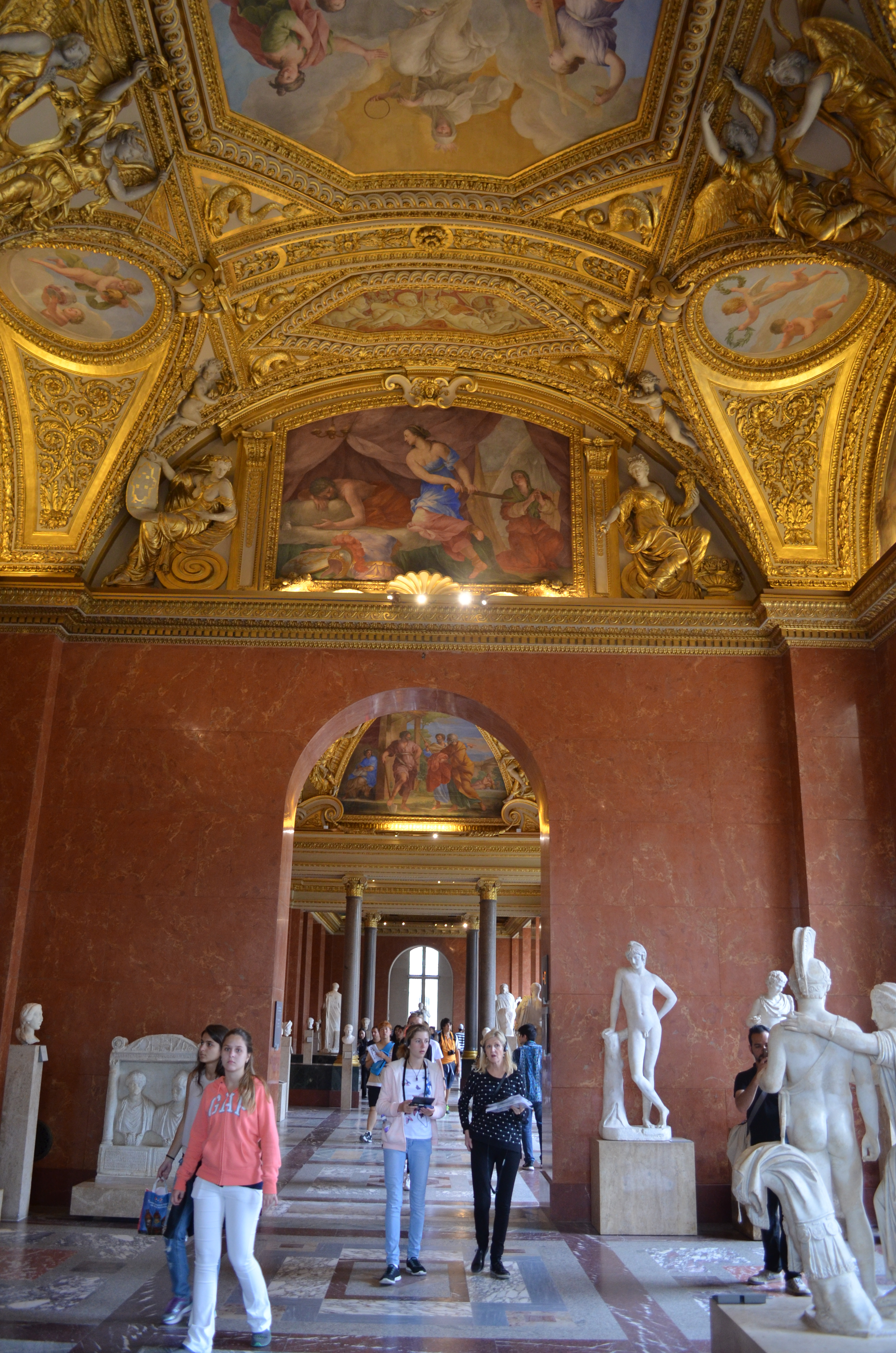
Vue d'ensemble
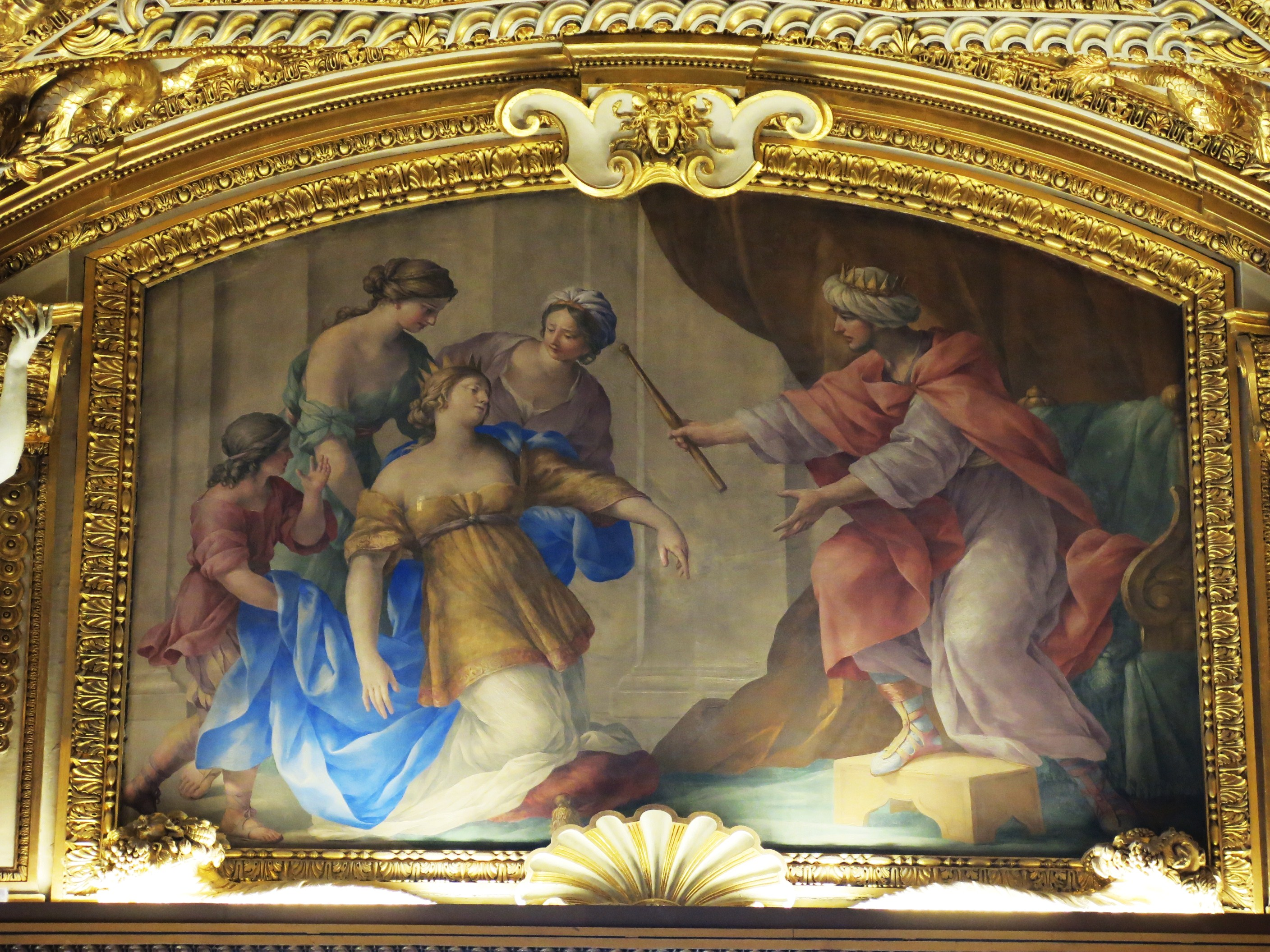
Esther et Assuérus
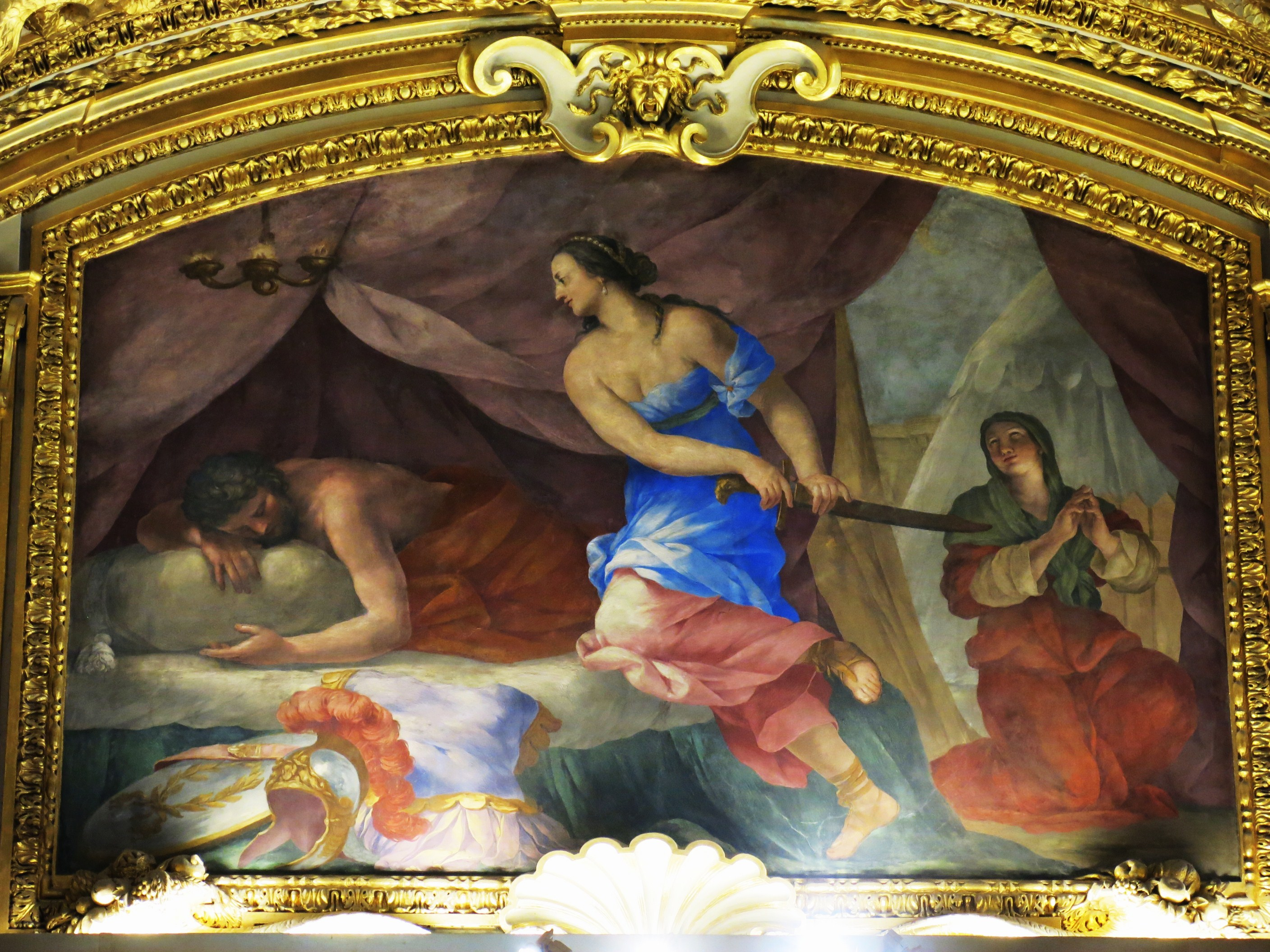
Judith décapitant Holopherne
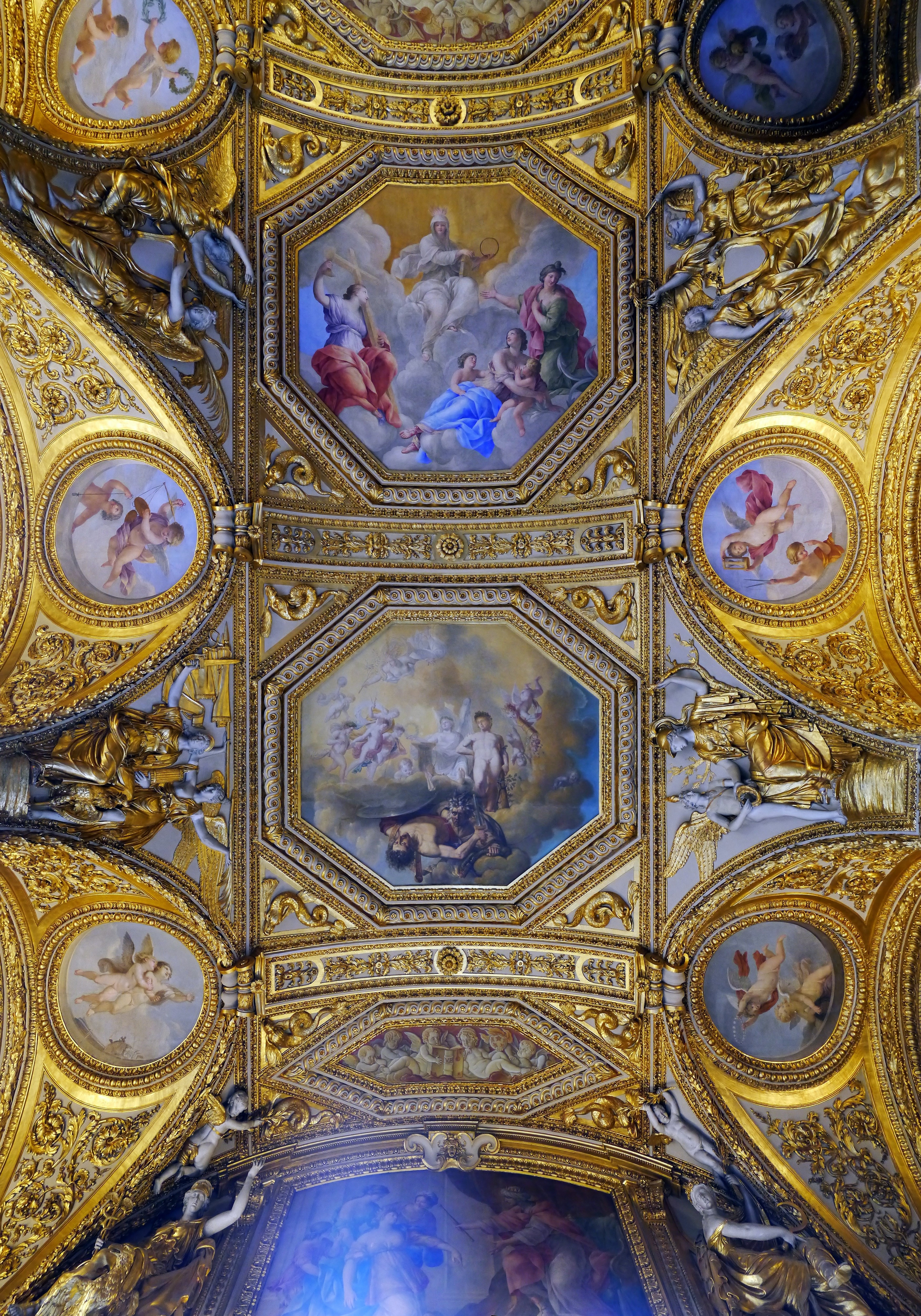
Vue générale du plafond

Dans cette Chambre de parade sont exposées les collections du Louvre correspondant à la seconde moitié du règne de la Antonins : 132-193 après JC.
On y trouve notamment un groupe de Venus remettant ses armes à Mars sous les traits de l'empereur Hadrien et une grande statue du Tibre avec Romulus et Rémus allaités par la louvre de Rome.

Collection du Louvre : Dynastie des Antonins
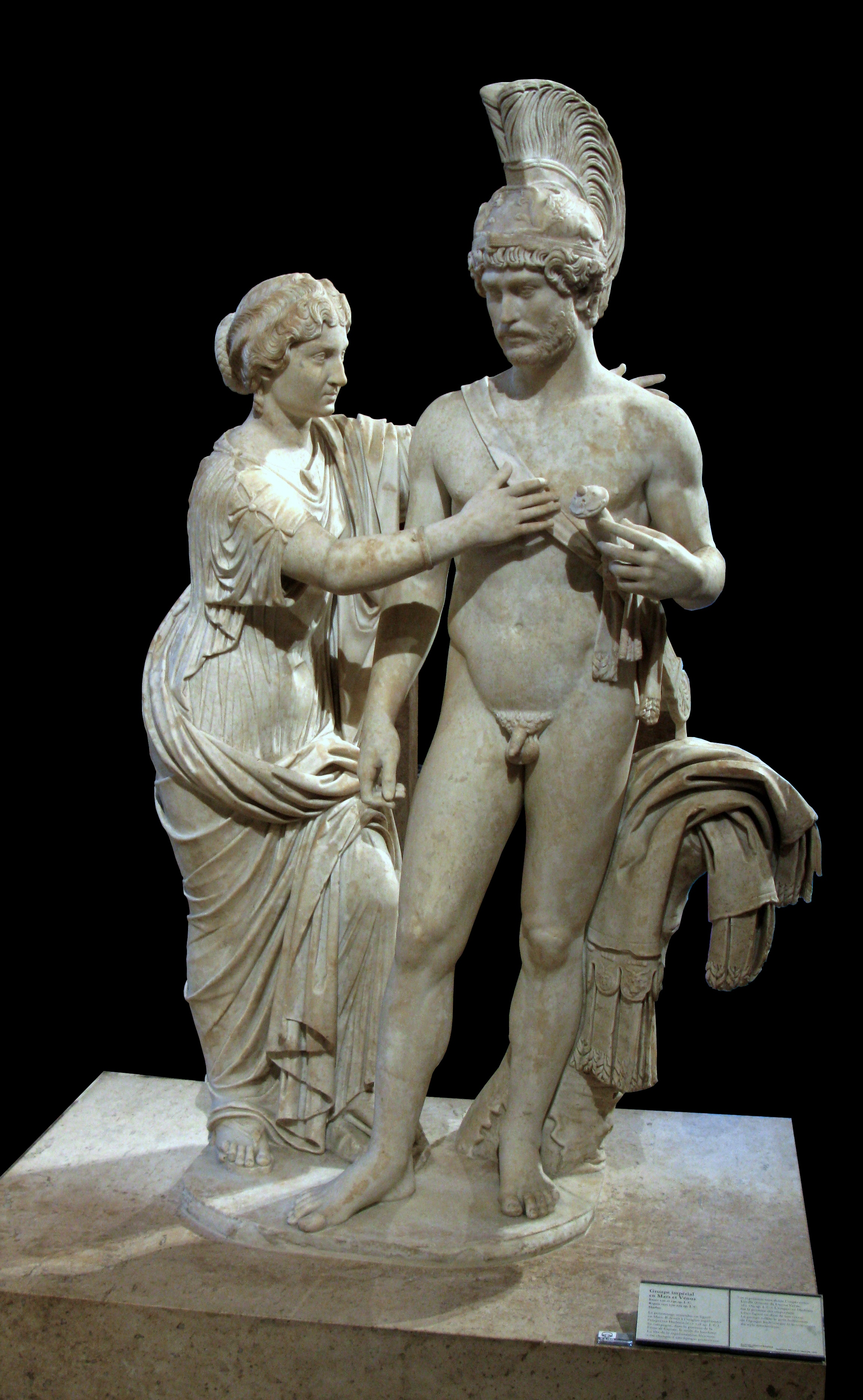
Statue d'Hadrien sous la forme de Mars en compagnie de Vénus
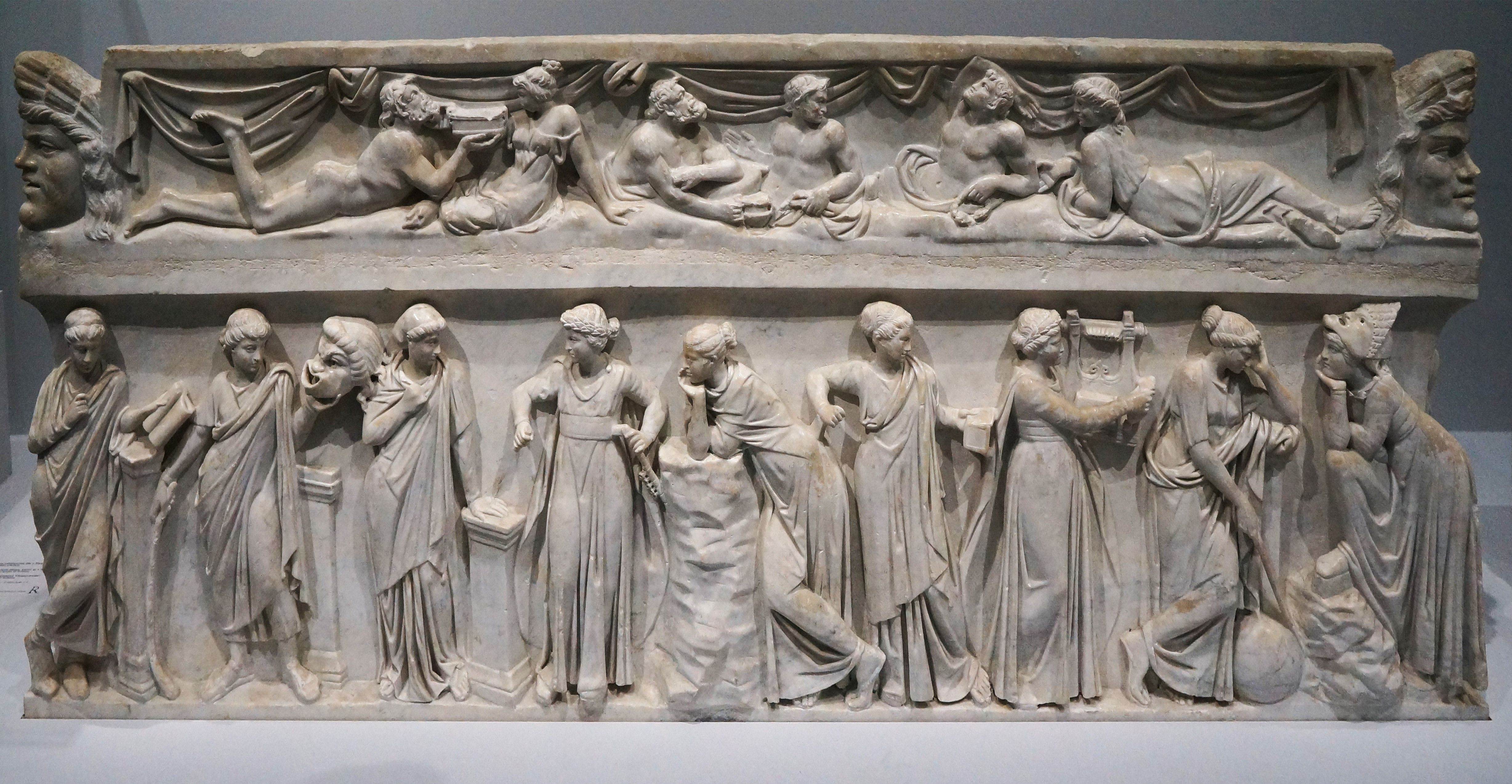
Sarcophage avec les Muses
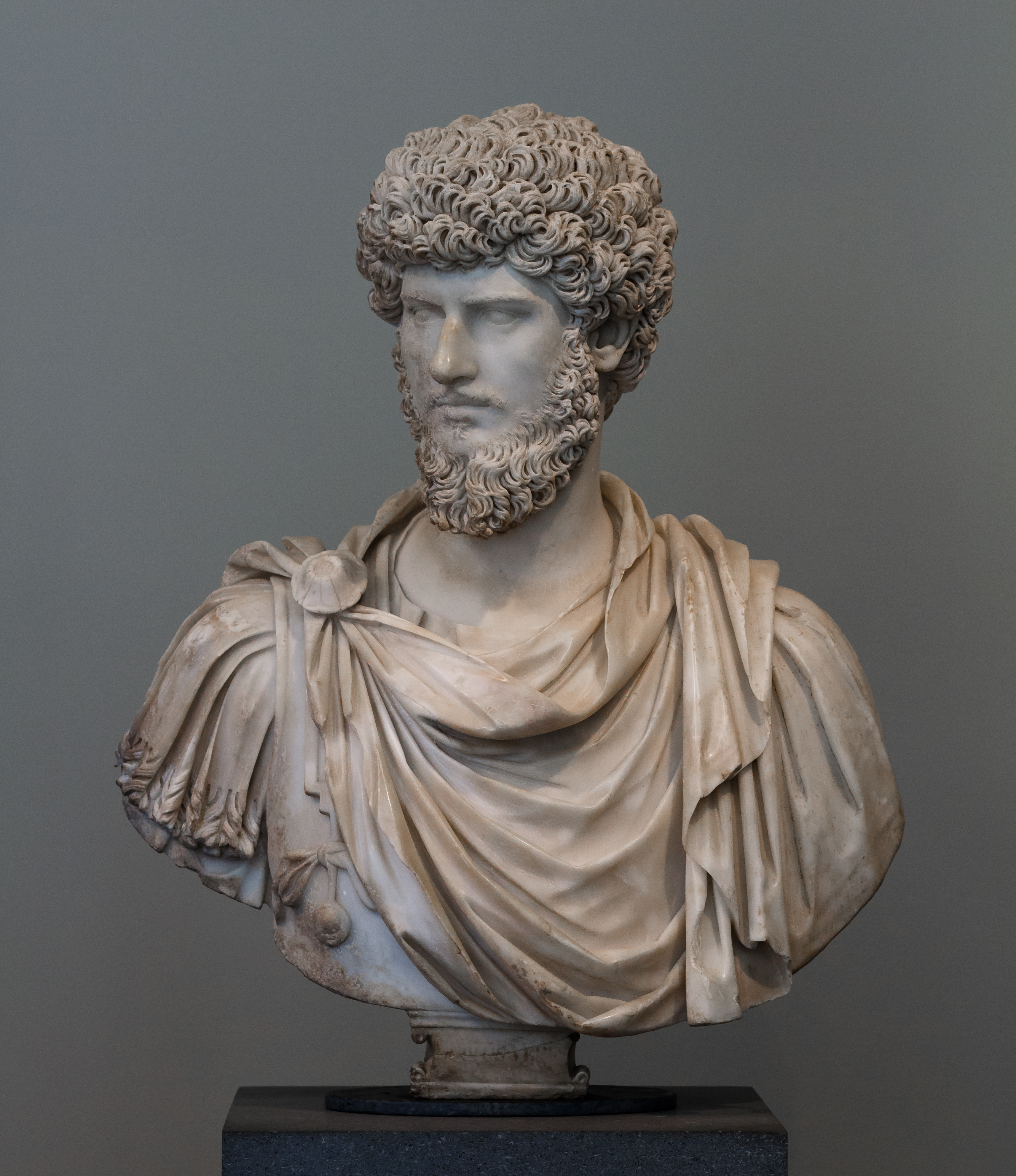
Buste Lucius Verus
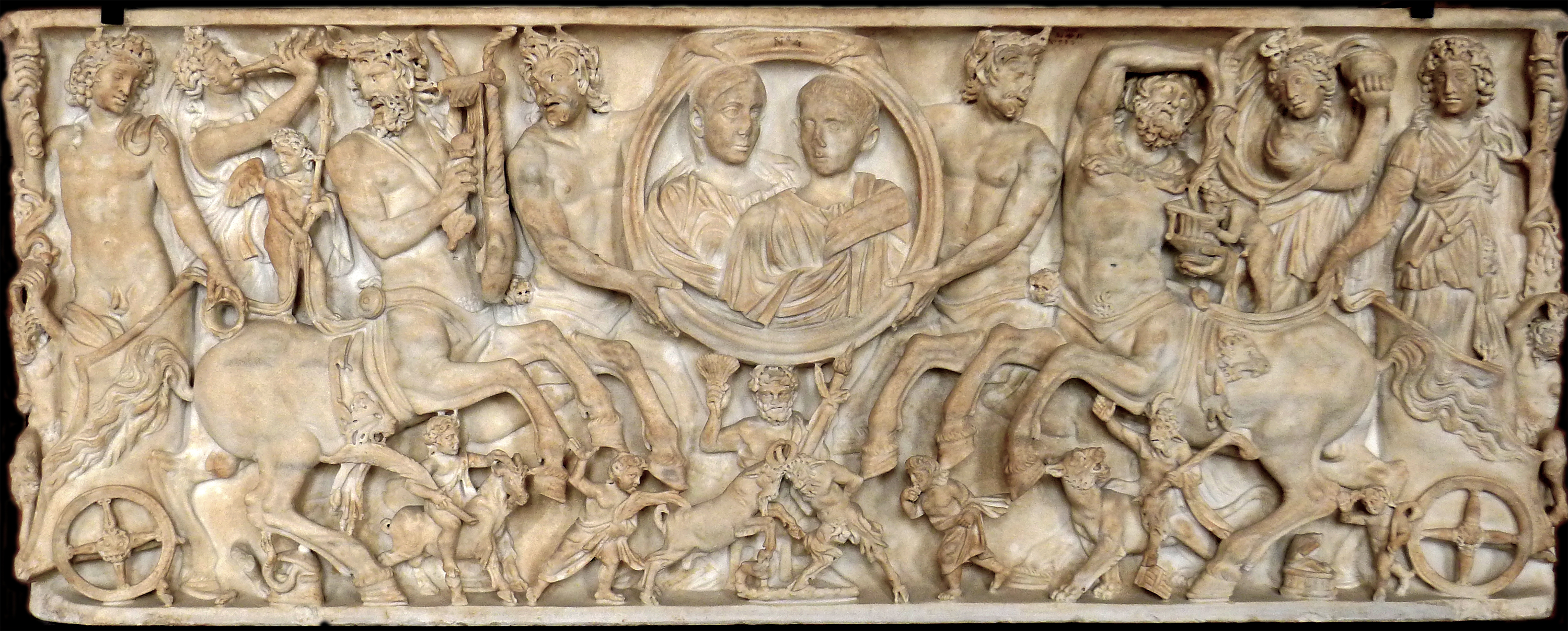
Sarcophage avec Dionysos et Ariane dans parmi les de centaures
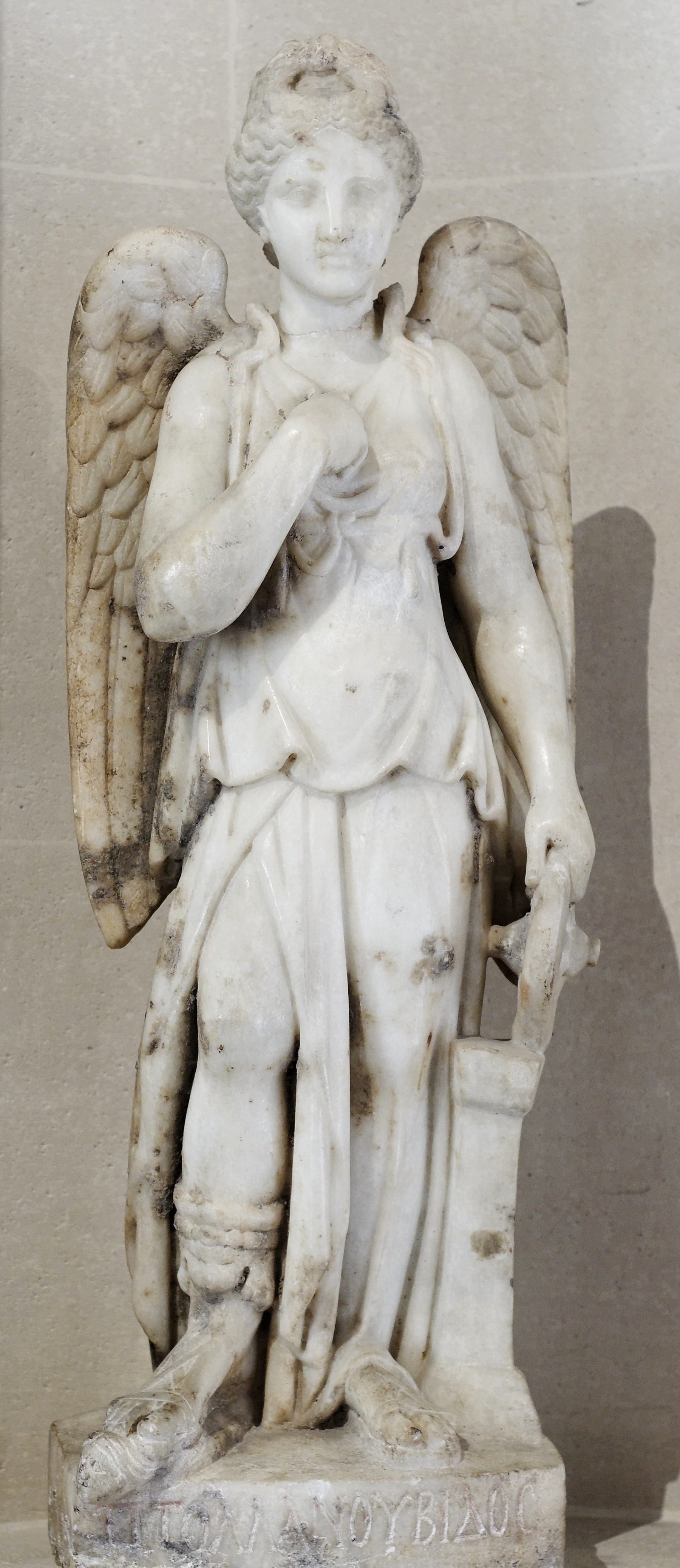
Némésis
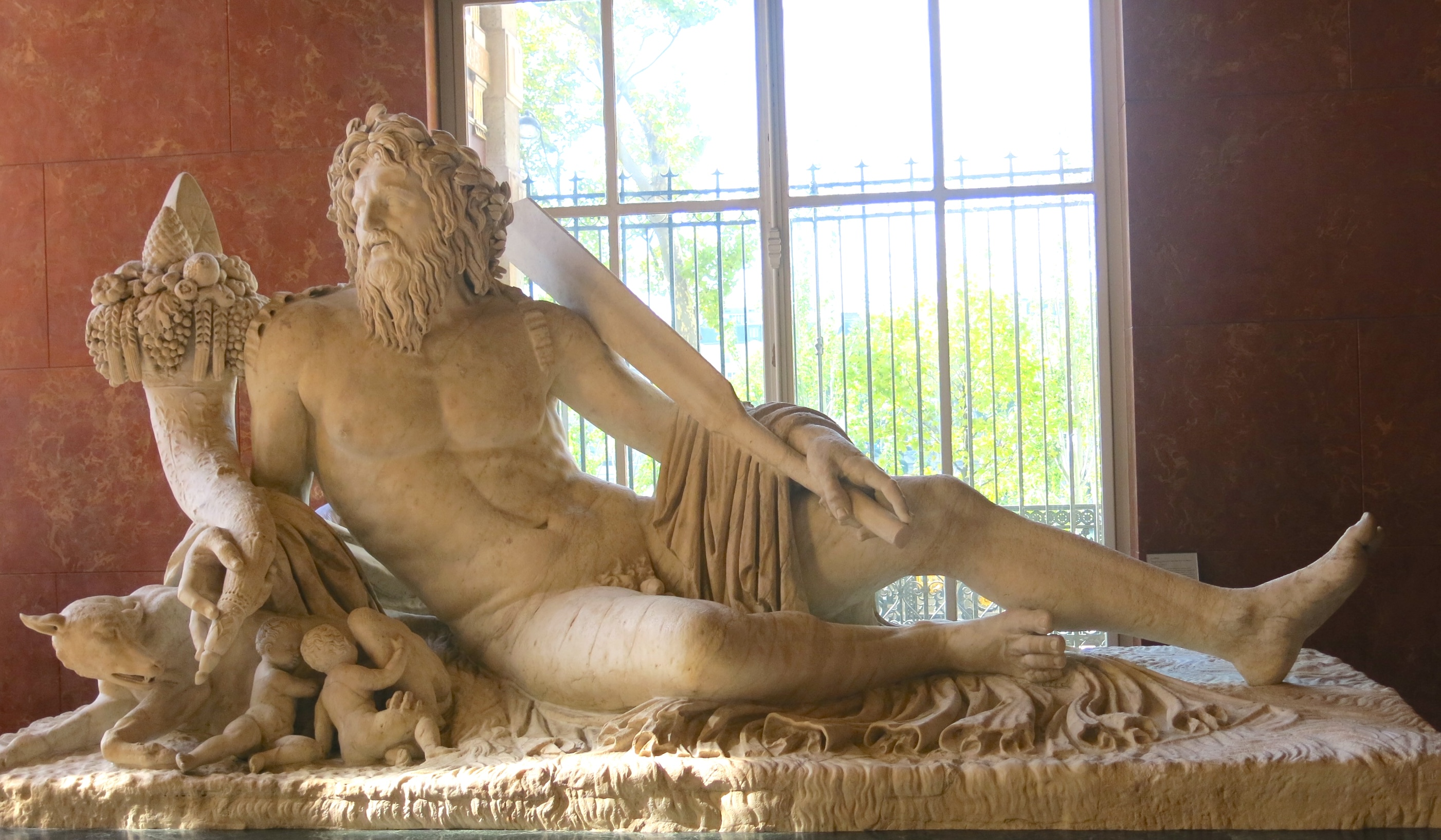
Le Tibre avec Romulus et Remus allaités par la louve